# Mariage homosexuel
Pour les articles homonymes, voir Mariage (homonymie).
- Mariage homosexuel reconnu
- Mariage homosexuel légalisé par le gouvernement ou la cour constitutionnelle, mais pas encore en vigueur
- Reconnaissance complète du mariage conclu à l’étranger
- Autre type d’engagement reconnu (union civile, etc.)
- Reconnaissance limitée (concubinage, etc.)
- Reconnaissance limitée du mariage conclu à l’étranger (droit de séjour)
- Soumis à une décision internationale reconnaissant le mariage
- Aucune reconnaissance pour les couples homosexuels

Le mariage homosexuel, aussi appelé mariage pour tous ou mariage entre personnes de même sexe, désigne la possibilité pour un couple de deux femmes ou de deux hommes de contracter un mariage, civil ou religieux.
Si l'on trouve des exemples de tels mariages dans certaines civilisations dans l’Antiquité, du XIXe siècle jusqu'à la fin du XXe siècle l’homosexualité a été considérée comme un trouble mental (jusqu’en 1990 par l’Organisation mondiale de la santé) et souvent criminalisée. Mais l’évolution des sociétés et les revendications des mouvements homosexuels ont conduit des États, après l’union civile, à étendre au début du XXIe siècle la reconnaissance légale du mariage civil sans distinction à tous les couples, de sexe différent ou de même sexe.
En 2001, les Pays-Bas sont le premier pays à instituer le « mariage pour tous » au niveau national. En juin 2024, il est légal dans 39 États, la quasi-totalité d’entre eux reconnaissant également l’homoparentalité et l’adoption. La Thaïlande est le dernier pays en date à légaliser le mariage homosexuel le 24 septembre 2024, avec une entrée en vigueur le 23 janvier 2025.

## Terminologie

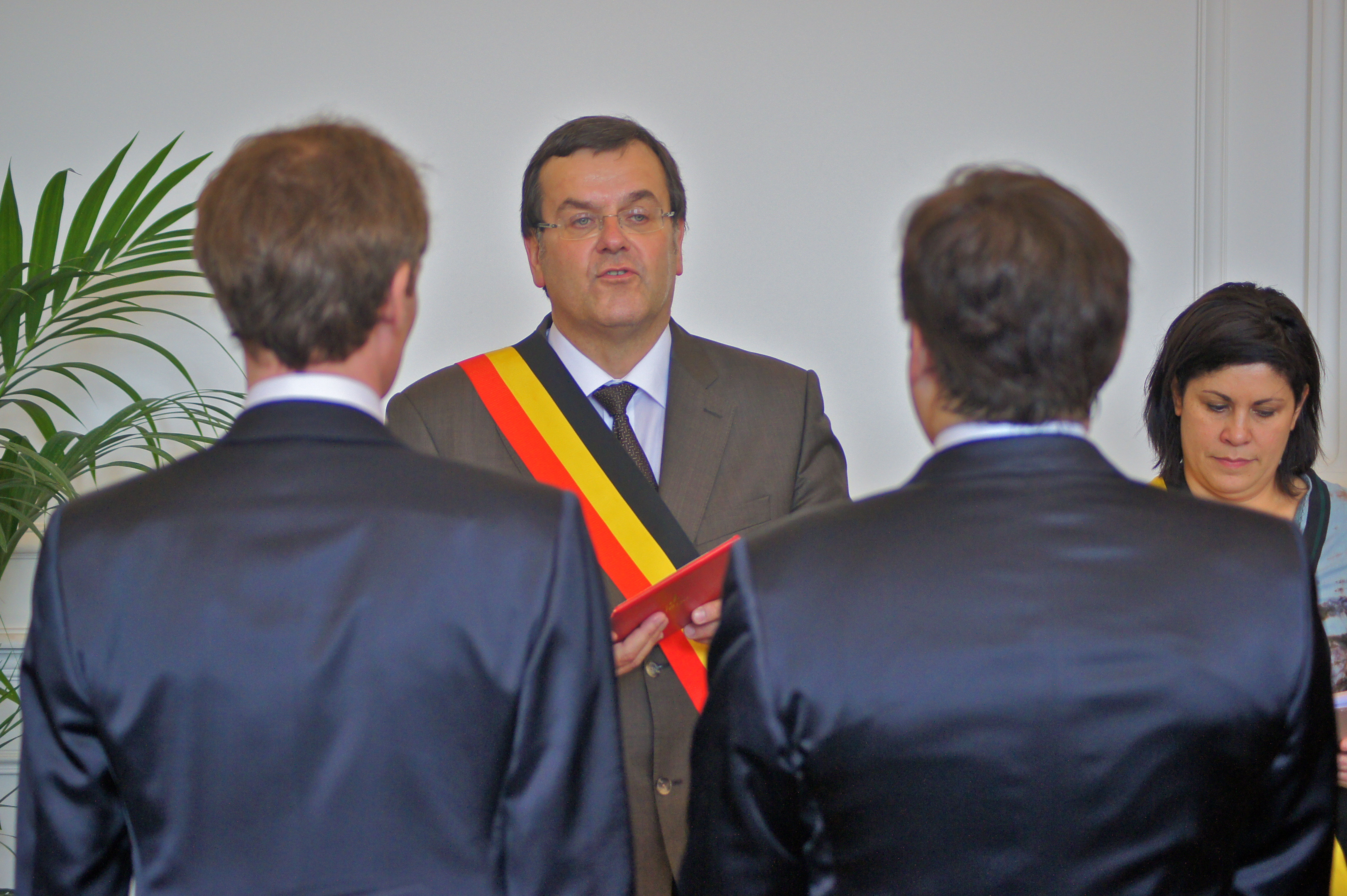
Le bourgmestre Willy Demeyer célébrant un mariage à La Violette à Liège, en 2013.

Dans le langage juridique, on parle de « mariage civil » ouvert aux « personnes de même sexe ». Dans les médias, les termes couramment utilisés pour leur brièveté sont « mariage homosexuel » ou « mariage gay ».
Toutefois ces expressions peuvent véhiculer l’idée d’une opposition ou être considérées comme restrictives car excluant « les lesbiennes, les bisexuels et les transgenres ».
Tout comme un mariage entre personnes de sexes différents, un mariage entre personnes de même sexe n’est pas juridiquement défini en fonction de l’orientation sexuelle des mariés, mais en fonction de leur sexe. Il n'est pas limité aux personnes homosexuelles mais est ouvert, ainsi que ses conséquences juridiques,, à toutes les personnes de même sexe auxquelles ne s’applique pas d’empêchement légal, par exemple aux personnes d’orientations sexuelles différentes,,,.
Selon glbtq.com et un rapport parlementaire britannique, considérer qu’un couple de personnes de même sexe est obligatoirement composé d’homosexuels et qu’un couple formé par un homme et une femme est obligatoirement composé d’hétérosexuels est une forme de discrimination à l’égard des personnes bisexuelles,.
En France, le terme de « mariage pour tous » initialement utilisé par les promoteurs de sa légalisation en 2013 (mouvements LGBT+ et le gouvernement Ayrault),, qui « sous-tend également une valeur modale de l’ordre du jugement axiologique moral et éthique positif », s'est progressivement imposé. Cependant des opposants considèrent que le terme est « impropre » (la sociologue conservatrice Nathalie Heinich), voire « fallacieux » (le directeur de la revue jésuite Études, Pierre de Charentenay), le mariage n’étant en réalité pas ouvert « à tous », puisque interdit notamment aux personnes mineures et aux membres d’une même famille.

## Histoire

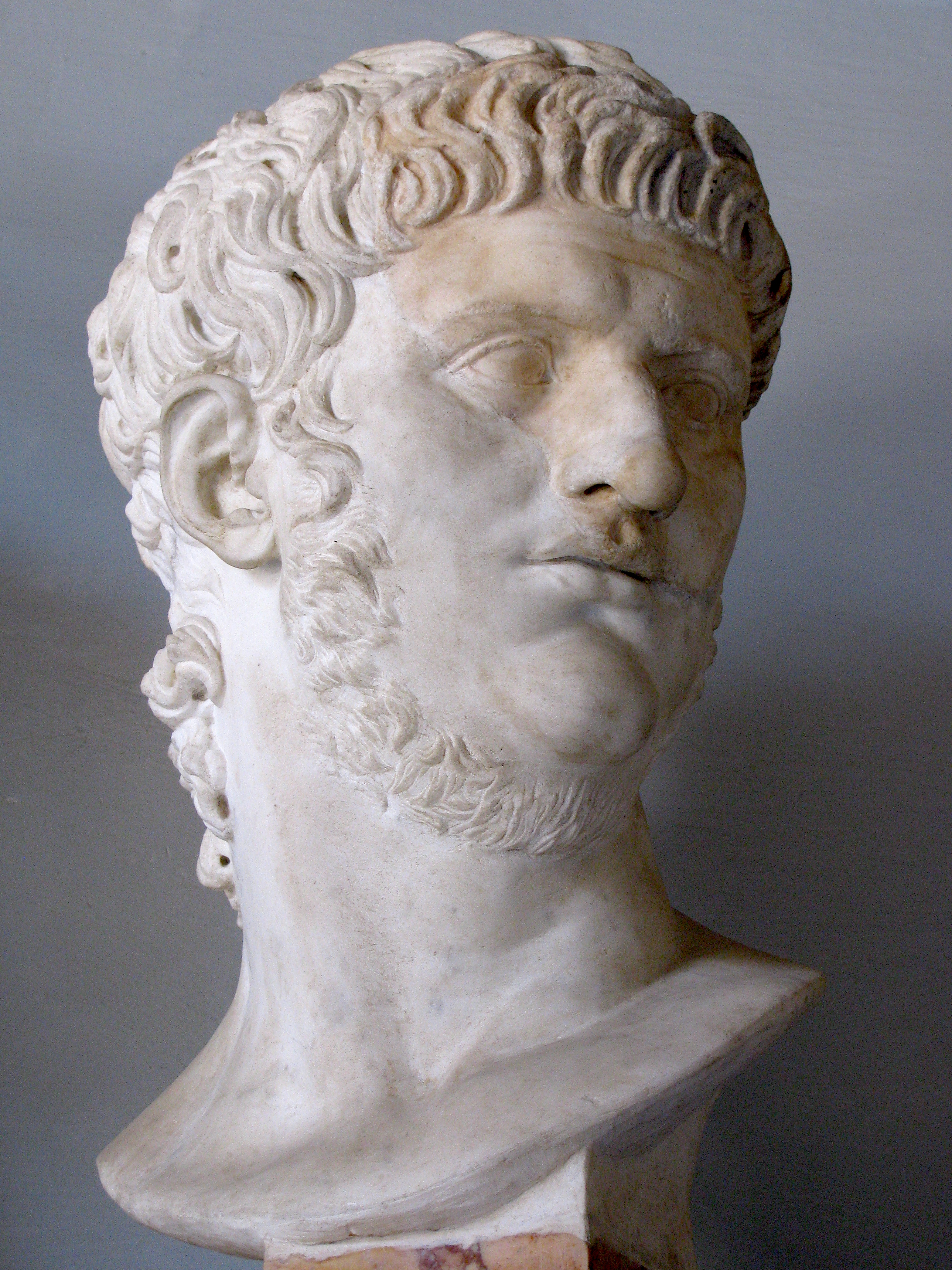
À la suite de son mariage hétérosexuel avec Poppée, l’empereur romain bisexuel Néron épouse un jeune homme, Sporus.

Des unions entre personnes de même sexe, s'apparentant à des mariages, ont eu lieu au cours de l'histoire, notamment dans la culture gréco-romaine.
Dans la Grèce antique, les hommes s’engageaient généralement dans des relations avec les deux sexes. Dans le cadre de la  paiderastía, des hommes adultes (érastes) nouaient une relation avec des adolescents (éromènes), alors que des mariages hétérosexuels servant à la procréation étaient également pratiqués. Ainsi, si les relations homosexuelles n’étaient pas techniquement des « mariages », certains[Qui ?] historiens les ont considérées comme des quasi-« équivalents » des mariages hétérosexuels. Ainsi, le Britannique Kenneth Dover estime que l’on peut rapprocher ces deux types de relations, notant comme communs le processus de « cour » de la part du « dominant » (l’homme) envers la partie « réceptive » (femme ou adolescent), l’implication de la famille de la partie réceptive dans sa prise de décision et la forte désapprobation sociale de relations sexuelles en dehors du cadre du procédé formel de séduction. Pour Brisson, ces relations sexuelles entre un adulte et un adolescent avaient directement ou indirectement un rôle social, l'adulte ayant pour tâche de faciliter l'entrée de cet adolescent dans la société masculine qui dirigeait la cité sur le plan économique et politique.
En étudiant les relations homosexuelles ritualisées en Crète de la même époque, d’autres historiens[Qui ?] emploient bien le terme de « mariage ».
L’universitaire italienne Eva Cantarella voit certaines relations lesbiennes dans des communautés féminines en Grèce antique comme des « mariages d’imitation ».
Nombre d’empereurs romains s’engageaient dans des relations homosexuelles, l'un d'eux s’étant même marié à son amant : l’empereur Néron épouse l’éphèbe Sporus, après l’avoir fait castrer. Il apparaît que des unions entre deux personnes de même sexe ont tout à fait pu être considérées dans la Rome antique comme ayant les caractéristiques culturelles et légales du mariage. On sait par exemple que Cicéron pressait Curion l’Ancien d’honorer lui-même les dettes de son fils, qui les avait contractées au nom d’un autre homme, Marc-Antoine ; dans un ouvrage polémique, Cicéron décrit le fils de Curion et Antoine comme « unis dans un mariage stable et permanent, comme si on avait donné à Antoine la stola », la robe traditionnelle des femmes romaines mariées (Philippiques II, 44). Le droit romain ne reconnaissait pas le mariage entre hommes, mais l'un des motifs de désapprobation exprimés dans la satire de Juvénal est que la célébration des rites traditionnels du mariage entre un couple d'hommes conduisait à vouloir que ces mariages soient enregistrés officiellement. Avec la christianisation de l'empire au IVe siècle, des interdictions légales du mariage entre hommes ont commencé à apparaître.
L’émergence du christianisme va faire reculer ces pratiques, la situation évoluant de plus en plus avec la déliquescence de l’Empire. Après la chute de l’Empire romain, l’Église entretient un certain flou : si elle condamne théoriquement les relations entre personnes de même sexe, parce qu’elles ne produisent pas d’enfants, elle tolère de fait des unions homosexuelles, que ce soit à l’intérieur même de son clergé ou entre professeurs et étudiants dont elle a la charge. Les sources qui nous sont parvenues attestent que l’Église participait activement à certaines cérémonies comme l'Adelphopoiia, dont l’objet pouvait être l’union spirituelle de deux personnes de même sexe, que l’universitaire américain John Boswell considère comme de véritables mariages homosexuels sanctionnés par l’autorité religieuse,. La théorie de Boswell est cependant vivement contesté par plusieurs historiens dont l'Archimandrite Ephrem Lash, Miodrag Kojadinović  et Claudia Rapp. Elle semble en effet problématique pour les canonistes orthodoxes, ainsi que pour des spécialistes tels que Claudia Rapp, qui soutiennent qu'il s'agissait d'une épistémologie laïque moderne anachronique et anthropologique, différente du christianisme traditionnel.
Dans l'Europe chrétienne, sont répertoriés plusieurs cas de femmes qui se sont travesties en hommes et ont épousé d'autres femmes ; il en va ainsi par exemple de l'Espagnol métis Eleno de Céspedes (né en 1545) (probable transgenre, considéré par Inquisition comme une lesbienne) ; de Catharina Linck (en) (décédée en 1721) ; de Maria van Antwerpen, née en 1719 ; de Charles Hamilton (née en 1721, et modèle de l'héroïne de Henry Fielding dans The Female Husband, Le Mari femme).
Il existe de nombreux documents attestant du fait qu’en dehors de l’Occident, nombre de cultures, particulièrement africaines, amérindiennes ou asiatiques, acceptaient les relations entre personnes de même sexe, et également pour certaines les mariages homosexuels.
Des explorateurs européens, notamment espagnols, rapportent dans leurs récits de voyage que des mariages homosexuels, y compris entre femmes, existent dans les cultures amérindiennes. Dans les Amériques pré-coloniales existaient les berdaches, personnes désignées comme mâles à la naissance mais ayant une identité plutôt féminine qui s’occupaient de certains travaux typiquement féminins ou qui officiaient en tant que chamans. Certains d’entre eux étaient mariés à d’autres hommes ; Crazy Horse, par exemple, avait un berdache comme épouse. En synthétisant les données universitaires disponibles en un ouvrage, The Spirit and the Flesh, Walter Williams indique que les berdaches sont une institution reconnue dans la majorité des tribus amérindiennes avant leur contact avec l’Occident. Les hommes qui se mariaient avec des berdaches étaient généralement également attirés par les femmes.
Il existait également des femmes berdaches, au comportement masculin, tenant généralement des rôles destinés aux hommes, comme la chasse ou la direction du foyer. Ces femmes pouvaient se marier à d’autres femmes selon un système de complémentarité de genre : une femme berdache, assurant les rôles masculins, ne peut se marier à une autre femme berdache.
Des mariages homosexuels existaient dans l’Afrique pré-coloniale. L’anthropologue britannique Edward Evan Evans-Pritchard rapporte que des mariages homosexuels transgénérationnels étaient pratiqués dans la tribu des Azandes (vers ce qui est aujourd’hui le Soudan), entre des hommes et des garçons, considérés comme de véritables « épouses » ; les hommes dédommageaient financièrement la famille du garçon, et l’aidaient de temps en temps comme ils l’auraient fait de leur belle-famille, ils appelaient le garçon « ma femme » et se faisaient appeler en retour « mon mari » ; si un autre homme avait une relation avec le garçon, l’époux trompé pouvait engager une action en justice pour adultère.

## Situation générale

### Pays autorisant le mariage homosexuel
En date du 19 mai 2025, 39 pays autorisent les couples de même sexe à se marier, représentant un ensemble de plus de 1,35 milliard d’habitants (soit près de 17 % de la population mondiale). La plupart de ces pays ont également légalisé l’adoption par les couples homosexuels mariés. L’adoption est en outre possible, soit conjointe en Andorre et Israël, soit d’un des membres du couple envers les enfants naturels du partenaire en Croatie et Estonie.
- Afrique du Sud (depuis novembre 2006)
- Allemagne (depuis octobre 2017)
- Andorre (depuis février 2023)
- Argentine (depuis juillet 2010)
- Australie (depuis décembre 2017)
- Autriche (depuis janvier 2019)
- Belgique (depuis juin 2003)
- Brésil (certains États à partir de janvier 2012, puis au niveau fédéral depuis mai 2013)
- Canada (certaines provinces à partir de 2003, puis au niveau fédéral depuis juillet 2005)
- Chili (depuis mars 2022)
- Colombie (depuis avril 2016)
- Costa Rica (depuis mai 2020)
- Cuba (depuis septembre 2022)
- Danemark (depuis juin 2012[T 1])
- Équateur (depuis juillet 2019)
- Espagne (depuis juillet 2005)
- Estonie (depuis janvier 2024)
- États-Unis (certains États à partir de 2004, puis au niveau fédéral depuis juin 2015[T 2])
- Finlande (depuis mars 2017)
- France (depuis mai 2013)
- Grèce (depuis février 2024)
- Irlande (depuis novembre 2015)
- Islande (depuis juin 2010)
- Liechtenstein (depuis janvier 2025)
- Luxembourg (depuis juin 2015)
- Malte (depuis septembre 2017)
- Mexique (certains États à partir de 2010, puis tous depuis décembre 2022)
- Népal (depuis juin 2023)
- Norvège (depuis janvier 2009)
- Nouvelle-Zélande (depuis aout 2013[T 3])
- Pays-Bas (depuis avril 2001), premier pays à avoir légalisé le mariage homosexuel[T 4]
- Portugal (depuis mai 2010)
- Royaume-Uni, graduellement à partir de 2014, dans toutes les nations et dépendances, ainsi que dans neuf territoires[T 5]
- Slovénie (depuis juillet 2022)
- Suède (depuis avril 2009)
- Suisse (depuis juillet 2022)
- Taïwan (depuis mai 2019)
- Thaïlande (depuis janvier 2025)
- Uruguay (depuis aout 2013)

### Chronologie de la légalisation
Ci-dessous sont regroupés les pays, les entités fédérées et les territoires autonomes par ordre chronologique de légalisation du mariage entre personnes de même sexe. La date indiquée correspond à la date d'entrée en vigueur de la législation. Les pays sont indiqués en gras et leurs drapeaux accolés à ceux de leurs territoires le cas échéant. Si plusieurs composantes d’un même État sont concernés au cours de la même année, celles-ci sont regroupées chronologiquement par État, indépendamment de la chronologie générale.
| Année     | Pays/territoires |
| --------- | --- |
| 2001      | Pays-Bas (1er avril) |
| 2002      | Aucun |
| 2003      | Belgique (1er juin) Ontario (10 juin), Colombie-Britannique (8 juillet) |
| 2004      | Québec (19 mars), Yukon (14 juillet), Manitoba (16 septembre), Nouvelle-Écosse (24 septembre), Saskatchewan (5 novembre), Terre-Neuve-et-Labrador (21 décembre) Massachusetts (17 mai) |
| 2005      | Espagne (3 juillet) Nouveau-Brunswick (23 juin), Canada [fédéral] (20 juillet) |
| 2006      | Afrique du Sud (30 novembre) |
| 2007      | Aucun |
| 2008      | Connecticut (12 novembre) |
| 2009      | Norvège (1er janvier) Iowa (27 avril), Vermont (1er septembre) Suède (1er mai) |
| 2010      | New Hampshire (1er janvier), Washington D.C. (3 mars) District Fédéral de Mexico (4 mars) Portugal (5 juin) Islande (27 juin) Argentine (22 juillet) |
| 2011      | New York (24 juillet) |
| 2012      | Alagoas (6 janvier), Sergipe (15 juillet), Espírito Santo (15 aout), Bahia (26 novembre), District fédéral (1er décembre), Piauí (15 décembre) Quintana Roo (4 mai) Danemark (15 juin) Washington (6 décembre), Maine (29 décembre) |
| 2013      | Maryland (1er janvier), Californie (28 juin), Delaware (1er juillet), Minnesota et Rhode Island (1er aout), New Jersey (21 octobre), Hawaï (13 novembre), Nouveau-Mexique (19 décembre) São Paulo (16 février), Ceará (15 mars), Paraná (26 mars), Mato Grosso do Sul (2 avril), Rondônia (26 avril), Santa Catarina et Paraíba (29 avril), Brésil [fédéral] (14 mai) France (18 mai) Uruguay (5 aout) Nouvelle-Zélande (19 aout) |
| 2014      | Angleterre et Pays de Galles (28 mars), Akrotiri et Dhekelia (3 juin), Géorgie du Sud-et-les îles Sandwich du Sud (3 juin), Territoire britannique de l'océan Indien (3 juin), Écosse (16 décembre) Oregon (19 mai), Pennsylvanie (20 mai), Illinois (1er juin), Indiana, Oklahoma, Utah, Virginie et Wisconsin (6 octobre), Colorado (7 octobre), Nevada et Virginie-Occidentale (9 octobre), Caroline du Nord (10 octobre), Alaska (12 octobre), Idaho (15 octobre), Arizona (17 octobre), Wyoming (21 octobre), Kansas (12 novembre), Montana (19 novembre), Caroline du Sud (20 novembre) Coahuila (2 septembre) |
| 2015      | Luxembourg (1er janvier) Floride (6 janvier), Alabama (23 janvier), Guam (9 juin), États-Unis [fédéral] (26 juin), Îles Mariannes du Nord (30 juin), Porto Rico (13 juillet), Îles Vierges des États-Unis (15 juillet) Îles Pitcairn (14 mai) Chihuahua (12 juin), Nayarit (30 décembre) Irlande (16 novembre) |
| 2016      | Groenland (1er avril) Colombie (28 avril) Jalisco (12 mai), Campeche (20 mai), Colima (12 juin), Michoacán (23 juin), Morelos (5 juillet) Île de Man (22 juillet), Territoire antarctique britannique (13 octobre), Gibraltar (15 décembre) |
| 2017      | Ascension (1er janvier), Îles Malouines (13 avril), Guernesey (2 mai), Tristan da Cunha (4 aout), Sainte-Hélène (20 décembre) Finlande (1er mars) Îles Féroé (1er juillet) Chiapas (11 juillet), Puebla (1er aout), Basse-Californie (3 novembre) Malte (1er septembre) Allemagne (1er octobre) Australie (9 décembre) |
| 2018      | Aurigny (14 juin), Jersey (1er juillet) Oaxaca (26 aout) |
| 2019      | Autriche (1er janvier) Nuevo León (19 février), Aguascalientes (2 avril), San Luis Potosí (21 mai), Hidalgo (11 juin), Basse-Californie-du-Sud (29 juin) Taïwan (24 mai) Équateur (8 juillet) |
| 2020      | Irlande du Nord, Royaume-Uni (13 janvier), Sercq (23 avril) Costa Rica (26 mai) Tlaxcala (25 décembre) |
| 2021      | Sinaloa (30 juin), Sonora (22 octobre), Querétaro (13 novembre), Guanajuato (20 décembre), Zacatecas (30 décembre) |
| 2022      | Chili (10 mars) Suisse (1er juillet) Slovénie (8 juillet) Cuba (27 septembre) Yucatán (4 mars), Veracruz (13 juin), Durango (19 septembre), Tabasco (27 octobre), État de Mexico (2 novembre), Tamaulipas (19 novembre), Guerrero, Mexique (31 décembre) |
| 2023      | Andorre (17 février) |
| 2024      | Estonie (1er janvier) Grèce (16 février) Aruba, Curaçao (24 juillet) |
| 2025      | Liechtenstein (1er janvier) Thaïlande (23 janvier) |
| En projet | Aucun |

### Organisations internationales

#### Cour européenne des droits de l'homme
La Cour européenne des droits de l'homme a jugé en 2010 dans l’affaire Schalk et Kopf c. Autriche que le fait de réserver le mariage aux couples constitués d’un homme et d’une femme relève des prérogatives des lois nationales et ne constitue pas une discrimination.

#### Organisation des Nations unies
Le 26 juin 2014, l’Organisation des Nations unies reconnait pour tous les membres de son personnel le mariage des couples homosexuels, unis dans un pays où ces unions sont légales.

#### Organisation des États américains
Le 9 janvier 2018, la Cour interaméricaine des droits de l'homme se prononce sur une résolution déposée par le Costa Rica en 2016 et tranche en faveur d’une reconnaissance du droit au mariage dans plusieurs pays américains. La Cour détermine que la Commission interaméricaine des droits de l'homme exige et requiert la légalisation du mariage homosexuel. En raison de cette décision juridique, le Costa Rica légalise le mariage homosexuel et donne aux couples de même sexe tous les droits qui en découlent. Cette décision facilite aussi la légalisation du mariage gay dans les pays suivants: la Barbade, la Bolivie, le Chili, la République dominicaine, l'Équateur, le Guatemala, Haïti, le Honduras, le Mexique, le Nicaragua, le Panama, le Paraguay, le Pérou, le Salvador et le Suriname. Tous ces pays sont tenus de se plier à cette décision dans un avenir proche sans précision de date encore.
Le Costa Rica légalise le mariage homosexuel en 2020. Le Panama a annoncé que le pays adhérera complètement à la décision de la Cour.

#### Union européenne
Plusieurs résolutions du Parlement européen demandent aux États de l’Union européenne de mettre en place une législation pour en finir avec les discriminations à l’égard des couples homosexuels en termes d’union, de mariage civils ou d’accès à l’adoption et à la parentalité. Par la résolution du 8 février 1994 (qui fait suite au rapport Claudia Roth), le Parlement européen demande clairement aux États membres de mettre fin à « l’interdiction faite aux couples homosexuels de se marier ou de bénéficier de dispositions juridiques équivalentes », recommande de « leur garantir l’ensemble des droits et des avantages du mariage, ainsi qu’autoriser l’enregistrement des partenariats » et de supprimer « toute restriction au droit des lesbiennes et des gays d’être parents ou bien d’adopter ou d’élever des enfants ». Dans la résolution votée le 5 juillet 2001 (faisant suite au rapport Cornillet de 2000), le Parlement européen recommande aux États membres de l’Union européenne « la modification de leur législation dans le sens d’une reconnaissance des relations non maritales entre personnes du même sexe ou de sexes différents et l’attribution de droits égaux à ces personnes » ainsi que « l’inscription à l’ordre du jour de l’Union européenne de la question de la reconnaissance mutuelle des relations non maritales reconnues légalement ».
Dans un rapport adopté fin 2002, le Parlement recommande « de reconnaitre les relations non maritales, tant entre personnes de sexe différent qu’entre personnes du même sexe, et d’associer à ce type de relations des droits égaux à ceux qui découlent du mariage, tout en inscrivant à l’agenda politique la reconnaissance mutuelle des relations non maritales et du mariage entre personnes du même sexe ». Dans une résolution de 2003, le Parlement européen réitère sa demande « d’abolir toute forme de discrimination – législatives ou de facto – dont sont encore victimes les homosexuels, notamment en matière de droit au mariage et d’adoption d’enfants ». Ces différentes résolutions n’ont cependant aucun effet contraignant pour les États.

## Situation et évolution par aires géographiques
- Mariage reconnu
- Autre type d’engagement reconnu
- Mariage à l’étranger reconnu
- Reconnaissance limitée du mariage homosexuel
- Reconnaissance limitée du mariage conclu à l’étranger (droit de séjour)
- Pas de reconnaissance des couples homosexuels

- Lois restreignant la liberté d’expression et d’association
- Peine théorique non appliquée en pratique
- Peine d’emprisonnement
- Peine de mort théorique et personnes non poursuivies
- Peine de mort

### Territoires britanniques d'outre-mer
Parmi les 14 territoires britanniques d'outre-mer, 9 ont légalisé le mariage homosexuel.
Sur Akrotiri et Dhekelia et le Territoire britannique de l'océan Indien, le mariage homosexuel est légal pour le personnel britannique depuis le 3 juin 2014. Le premier mariage a lieu à Dhekelia le 10 septembre 2016. Le partenariat civil est autorisé pour les militaires et le personnel civil depuis le 7 décembre 2005.
Depuis une ordonnance du gouverneur des Îles Pitcairn du 5 mai 2015, publiée le 13 mai 2015, le mariage homosexuel est légal sur ces iles. Cette décision fait suite à la légalisation du mariage homosexuel en Angleterre, au pays de Galles et en Écosse en 2014.
Sur le Territoire antarctique britannique, le 2 aout 2016, une consultation sur une nouvelle ordonnance légalisant ainsi le mariage homosexuel est annoncée par le Bureau des Affaires étrangères et du Commonwealth. Elle s’achève le 30 septembre,,. Elle est proclamée le 13 octobre 2016 par le Commissaire du Territoire antarctique britannique, Peter Hayes, et prend effet immédiatement,.
À Gibraltar, une loi ouvrant le mariage aux couples de même sexe entre en vigueur le 15 décembre 2016.
Le 1er janvier 2017, une loi légalisant le mariage homosexuel entre en vigueur sur l’Île de l'Ascension. Le mariage homosexuel est aussi légal sur les iles de Tristan da Cunha et de Saint-Hélène depuis le 4 aout et le 20 décembre 2017, respectivement.
Le mariage homosexuel est légal aux îles Malouines depuis le 29 avril 2017.
Le 5 mai 2017, la Cour suprême des Bermudes détermine que l’interdiction du mariage homosexuel est discriminatoire, légalisant ainsi le mariage homosexuel dans l'archipel. Le 13 décembre 2017, le Sénat approuve une loi qui révoque le mariage homosexuel sur ces iles. Cette loi est signée par le gouverneur le 7 février 2018 et entre en vigueur le 1er juin suivant. Le 6 juin cependant, la Cour suprême confirme sa décision du 5 mai 2017 et rétablit le mariage homosexuel sur le territoire en déclarant son interdiction comme contraire à la constitution,.
Le 29 mars 2019, les Îles Caïmans légalisent le mariage homosexuel à la suite d'une décision de la Grande Cour des Îles Caïmans, prenant effet immédiat,.

### Afrique

Mariage homosexuel reconnu
Reconnaissance limitée du mariage conclu à l’étranger (droit de séjour)
Mariage homosexuel non reconnu
Peine théorique non appliquée en pratique
Peine d’emprisonnement
Peine de mort théorique
Peine de mort

Seuls l'Afrique du Sud et les territoires ultramarins français, britanniques et non-continentaux espagnols autorisent le mariage entre personne du même sexe sur le continent africain.

#### Afrique du Sud

Mariage en Afrique du Sud en 2007.

L’Afrique du Sud est le seul État du continent africain à inclure dans sa constitution de 1996 toute interdiction de discrimination vis-à-vis de l’orientation sexuelle. À la suite d’une plainte déposée par un couple lesbien, la Cour constitutionnelle est saisie et juge la loi sur le mariage, défini comme l’union d’un homme et d’une femme, anticonstitutionnelle car discriminatoire. Fin 2005, la Cour donne un an au Parlement pour régler la question. Le 14 novembre 2006, le parlement sud-africain adopte par 230 voix pour, 41 contre et 3 abstentions le Civil Union Bill, qui permet l’union civile et le mariage (contrairement à ce qui était prévu dans le texte initial) entre deux personnes, quel que soit leur sexe. La loi est promulguée le 30 novembre 2006, l’Afrique du Sud devient ainsi le premier État d’Afrique à légaliser l’union civile et le mariage homosexuel.

#### Cap-Vert
L'article 46 alinéa 1 de la constitution cap-verdienne autorise le mariage civil et religieux à tout le monde. Cependant, la loi no 1551 du Code civil, qui est antérieur à l'indépendance du Cap-Vert et donc de sa constitution, définit le mariage comme l'union entre un homme et une femme,. Le mariage homosexuel est donc interdit dans le pays mais une marche des fiertés a lieu tous les ans à Praia depuis 2013.
Un débat sur l'ouverture du mariage aux personnes du même sexe a été ouvert en 2017 à la suite des déclarations de Miguel Monteiro, secrétaire général du Mouvement pour la démocratie (MpD), parti au pouvoir à cette époque. Il avait affirmé être à « 200 % contre le mariage entre personnes du même sexe » tout en justifiant son propos avec des passages de la Bible. Le président de la République, Jorge Carlos Fonseca, avait alors pris la parole et déclaré qu'un débat national pourrait s'ouvrir si la population considérait le mariage homosexuel comme un sujet pertinent. Ce débat national n'a finalement jamais eu lieu car l'opposition n'a pas voulu prendre parti et le Premier ministre, Ulisses Correia e Silva, a affirmé que le sujet ne ferait pas partie de l'agenda politique du gouvernement.

### Amérique

Mariage homosexuel reconnu
Mariage homosexuel reconnu mais non célébré
Autre type d’engagement célébré
Soumis à une décision internationale
Unions homosexuelles non reconnues
Mariage homosexuel interdit par la constitution
Activité homosexuelle illégale (non appliqué)

L'Amérique du Nord est le premier continent (ou sous-continent de l'Amérique) sur lequel le mariage homosexuel est légal partout. En Amérique du Sud, il est légal dans la moitié des pays. En Amérique centrale et dans les Antilles la situation est plus disparate : les couples homosexuels sont reconnus en fonction du cadre législatif territorial local, dans les territoires d’outre-mer néerlandais (Aruba, Saint-Martin et Curaçao) et britanniques. En vertu de quoi les territoires d’outre-mer néerlandais ne pratiquent pas le mariage homosexuel mais reconnaissent comme étant des couples mariés les personnes engagées dans un mariage homosexuel célébré et enregistré aux Pays-Bas (mais pas ceux célébrés dans d’autres pays) et leur accordent les mêmes droits qu’aux autres couples mariés. Dans les collectivités territoriales françaises (Guadeloupe, Martinique, Saint-Martin, Saint-Barthélemy, Saint-Pierre-et-Miquelon et Guyane) c’est la législation française qui s’applique, permettant le mariage des couples de même sexe.
L'homosexualité est dépénalisée dans la majorité des États américains. Toutefois, l’homosexualité reste pénalement réprimée au Guyana, au Belize et dans une partie des iles caribéennes (en Jamaïque, en Dominique, à Sainte-Lucie, à la Barbade, à Saint-Vincent-et-les-Grenadines, à Grenade, à Trinité-et-Tobago, à Antigua-et-Barbuda et à Saint-Christophe-et-Niévès).

#### Argentine
En 2002, la capitale argentine Buenos Aires a reconnu l’union civile homosexuelle, qui accorde aux couples de même sexe autant de droits qu’aux couples hétérosexuels hormis l’adoption d’enfants. La province de Río Negro a également reconnu l’union civile homosexuelle quelques mois plus tard.
Le 13 novembre 2009, un tribunal de Buenos Aires a ouvert la voie aux mariages homosexuels dans la capitale argentine en autorisant un couple de deux hommes à se marier. En décembre 2009, un couple se marie en Terre de Feu puis un autre en mars 2010 à Buenos Aires. Ce deuxième mariage est immédiatement annulé par la justice ainsi que le suivant en avril 2010 .
En juillet 2010, le Congrès argentin adopte une loi légalisant le mariage homosexuel, également appelé mariage égalitaire (matrimonio igualitario),.

#### Brésil
Le 26 novembre 2012, un tribunal de l’État de Bahia a autorisé les couples homosexuels à se marier, en faisant le premier État du Brésil à autoriser le mariage homosexuel. Par la suite, d’autres États ont autorisé le mariage des couples de même sexe avant que, le 14 mai 2013, le Conseil national de justice, à l’unanimité moins une voix, annonce que tous les tribunaux publics qui célèbrent des mariages ne pourront plus refuser les unions entre personnes de même sexe.

#### Canada

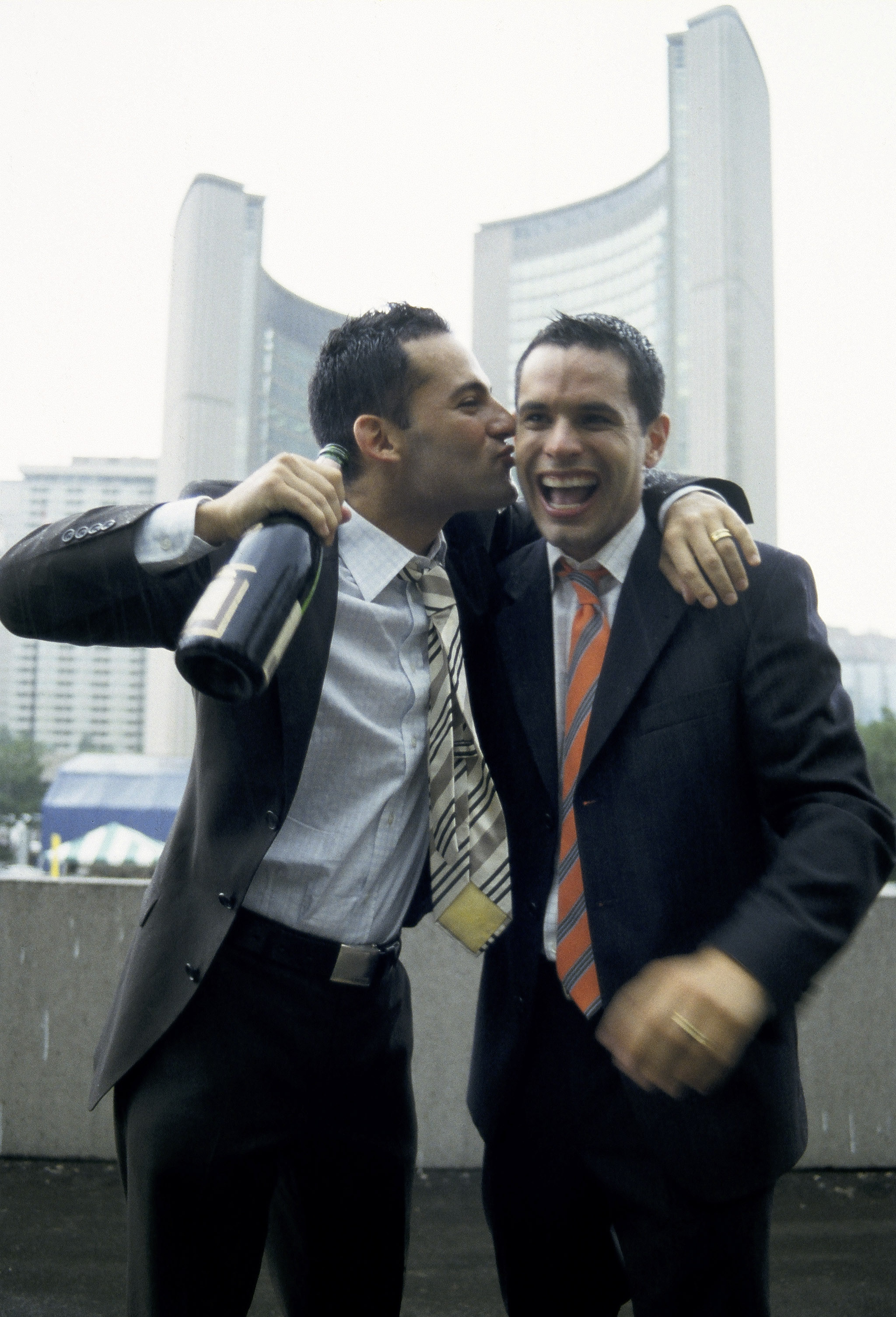
Un couple le jour de son mariage à Toronto.

Au Canada, le mariage entre conjoints de même sexe est légal sur l’ensemble du territoire depuis juillet 2005.
De 2003 à 2005, les tribunaux ont légalisé le mariage entre conjoints de même sexe dans neuf provinces et territoires en vertu de la Charte canadienne des droits et libertés. Cette situation a poussé le Parlement à adopter la Loi sur le mariage civil, entrée en vigueur le 20 juillet 2005 : le mariage homosexuel est légal au Canada depuis cette date. En 2005, l’autorité fédérale du pays a modifiée la Loi sur le mariage civil pour inclure à la définition les mariages homosexuels.

#### Chili
Au Chili, un projet de loi a été présenté au Congrès national en 2017,,. Proposé sous le mandat de la présidente de gauche Michelle Bachelet, le projet reçoit le soutien inattendu de son successeur de droite Sebastián Piñera, sous le mandat duquel il est voté en décembre 2021 par les deux chambres du parlement contrôlées par sa coalition,. Le texte est signé et promulgué par le président le 9 décembre,, suivie de la publication de la loi au Journal officiel le lendemain. La loi entre en vigueur 90 jours après cette dernière, soit le 10 mars 2022,.

#### Colombie
Le 7 avril 2016, la Cour constitutionnelle légalise le mariage homosexuel avec six magistrats favorables contre trois ayant voté défavorablement. Néanmoins, celui-ci ne devient réellement officiel que le 28 avril 2016 après adoption définitive des documents le permettant, légalisant formellement celui-ci.

#### Costa Rica
Le Costa Rica met en place des ersatz d'unions civiles en adoptant le 1er juillet 2013 une loi, promulguée le 4 juillet, permettant à tous les couples qui vivent ensemble pendant trois ans de bénéficier de plusieurs droits tels que le mariage de fait en common law et l’obligation alimentaire.
Le 9 janvier 2018, la Cour interaméricaine des droits de l'homme se prononce sur une résolution déposée par le Costa Rica en 2016 et tranche en faveur d’une reconnaissance du droit au mariage homosexuel dans plusieurs pays américains. La Cour détermine que la Commission interaméricaine des droits de l'homme dont sont signataires ses membres exige et requiert la légalisation du mariage homosexuel, sans pour autant contraindre de fait les pays à la mettre en œuvre.
La question de la légalisation devient par la suite le thème principal de l'élection présidentielle costaricienne de 2018, remportée par le candidat pro-mariage homosexuel Carlos Alvarado avec un peu plus de 60 % des suffrages.
La question remonte entre-temps jusqu'à la Cour suprême de justice du pays. Le 8 aout 2018, cette dernière déclare inconstitutionnels les passages du Code de la famille interdisant le mariage homosexuel, et donne à l'Assemblée législative dix huit mois pour le légaliser. Passé ce délai, qui débute à partir de la publication de la décision de la cour le 26 novembre, le mariage homosexuel deviendra automatiquement légal sur décision de la Cour. Début 2020, l'opposition conservatrice tente sans succès d'obtenir un délai supplémentaire, arguant de la difficulté de légiférer au cours de la pandémie de Covid-19, une proposition rejetée par l'assemblée.
En l'absence de législation, la légalisation du mariage homosexuel devient effective le 26 mai 2020, après expiration du délai.

#### Cuba
Le changement de Constitution prévu à Cuba en 2019 après l'arrivée au pouvoir de Miguel Díaz-Canel prévoit initialement d'autoriser l'ouverture du mariage aux couples de même sexe. En septembre 2018, en prévision du référendum constitutionnel, Díaz-Canel se dit favorable à titre personnel à la légalisation du mariage homosexuel, tout en précisant que la décision en reviendra à la population. L'Église catholique à Cuba, pour sa part, s'oppose « fortement » à cette légalisation. À l'issue de la consultation populaire, le texte définitif ne légalise finalement pas le mariage homosexuel face au « rejet d’une partie de la population et des Églises catholique et évangéliques ». Le gouvernement prévoit plutôt de le légaliser par un amendement ultérieur au Code de la famille. Le nouveau Code de la famille incluant le mariage pour tous est soumis à référendum le 25 septembre 2022,. Approuvé par plus des deux tiers des suffrages, le Code est signé par Miguel Díaz Canel et publié au Journal officiel le 27 septembre 2022, date de son entrée en vigueur,,.

#### Équateur
En juillet 2018, deux juges d'un tribunal de Cuenca, se basant sur une décision de la Cour interaméricaine des droits de l'homme, estiment que l'interdiction du mariage homosexuel en Équateur est illégale. Toutefois, en septembre de la même année, après que le Registre civil a fait appel devant une cour provinciale de justice du pays, ce jugement est révoqué. La cour en question affirme que seule l'Assemblée nationale est apte à décider d'une éventuelle évolution de la loi à ce sujet.
Le 12 juin 2019, la Cour constitutionnelle équatorienne affirme par 5 voix contre 4 que la décision de la Cour interaméricaine des droits de l'Homme est applicable dans le pays. Cette décision légalise de fait le mariage homosexuel dans le pays, et prend effet à sa publication au journal officiel le 8 juillet 2019,.

#### États-Unis
Depuis le 26 juin 2015, le mariage homosexuel est reconnu juridiquement dans tous les États des États-Unis.
Le débat sur la question du mariage homosexuel a été particulièrement vif aux États-Unis au cours des années 2000 et 2010. Le premier État à légaliser le mariage pour les couples de même sexe est le Massachusetts à la suite d’une décision judiciaire. Par la suite, plusieurs États autorisent le mariage homosexuel, le plus souvent par décision de justice, mais parfois par le vote d’une loi. Dans certains États, les opposants ont provoqué des référendums afin de s’y opposer.
Finalement, la Cour suprême des États-Unis décide en juin 2015 par l’arrêt Obergefell v. Hodges qu’interdire le mariage aux couples de même sexe est contraire à la Constitution, légalisant ainsi le mariage homosexuel dans l’ensemble du pays,. Une loi votée en 2022 protège le mariage homosexuel, en obligeant chaque État à reconnaître les cérémonies pratiquées ailleurs.
Les communautés amérindiennes sont libres concernant la législation matrimoniale sur leurs territoires. De fait, le mariage entre personnes de même sexe n’est pas reconnu dans toutes les communautés amérindiennes.

#### Honduras
Au Honduras, le mariage homosexuel est totalement interdit. Le 21 janvier 2021, le parlement vote un amendement de la constitution qui interdit à la fois l'avortement et le mariage entre personnes de même sexe, afin d'empêcher l'évolution de la loi. Il faut désormais l'accord des trois quarts du parlement pour modifier la constitution, au lieu des deux tiers des 128 parlementaires pour réformer la loi auparavant.

#### Mexique

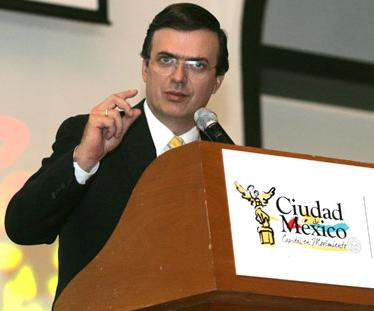
Marcelo Ebrard (PRD), chef du gouvernement de Mexico (2006-2012).

Depuis le 22 décembre 2009, le mariage homosexuel est légal à Mexico : administrée par le Parti de la révolution démocratique (social-démocrate), la capitale mexicaine a autorisé le mariage homosexuel, ce qui constitue une première en Amérique latine.
En aout 2010, la Cour suprême du Mexique a déclaré que l’ouverture du mariage aux homosexuels est entièrement légale au regard de la constitution mexicaine.
Depuis 2011, l’État du Quintana Roo, en raison d’une loi qui ne précisait pas expressément un mariage entre un homme et une femme, fait célébrer deux mariages homosexuels qui finissent par être validés par les autorités. Le 3 juin 2015, la Cour suprême du Mexique déclare anticonstitutionnelle la décision d'interdire le mariage pour les couples de même sexe dans l'ensemble des États. Cette décision est rendue publique le 15 juin et pourrait alors déboucher sur une légalisation du mariage à l’ensemble du pays,.
En décembre 2015, le Congrès de l’État du Nayarit approuve un projet de loi légalisant le mariage homosexuel, qui entre en vigueur dès le 30 décembre.
Par la suite, les États du Jalisco, Campeche, Colima, Michoacán, Nuevo León et Morelos approuvent des projets de loi ouvrant le mariage aux couples de même sexe,,,,.
La légalisation intervient progressivement dans chaque État du 4 mars 2010 au 31 décembre 2022, date à laquelle les mariages sont directement célébrés et reconnus dans l'intégralité du Mexique. L'adoption par des couples homosexuels n'est cependant possible à cette date que dans 21 entités sur 31.

#### Uruguay
La chambre basse, le 12 décembre 2012, puis le Sénat le 2 avril 2013 ont adopté en première lecture une loi légalisant le mariage pour les couples homosexuels,. Le projet de loi a été adopté définitivement le 10 avril 2013.

### Asie
- Mariage homosexuel reconnu
- Mariage homosexuel conclu à l’étranger reconnu
- Reconnaissance limitée (concubinage, etc.)

Mariage homosexuel reconnu
Mariage homosexuel conclu à l’étranger reconnu
Reconnaissance limitée (concubinage)
Reconnaissance limitée du mariage conclu à l’étranger (droit de séjour)
Mariage homosexuel non reconnu
Activité homosexuelle licite, mais liberté d’expression restreinte
Activité homosexuelle illégale (non appliqué)
Activité homosexuelle illégale (délit)
Activité homosexuelle illégale (prison à vie)
Activité homosexuelle illégale (peine de mort)

Taïwan, le Népal[réf. nécessaire] et la Thaïlande autorisent le mariage entre deux personnes du même sexe sur le continent asiatique.

#### Chine
Depuis 2003, la sexologue Li Yinhe intervient pour la reconnaissance du mariage homosexuel. À trois reprises, elle propose le vote d’une loi dans ce sens, mais sans succès.
Depuis octobre 2017, la Chine a accordé aux couples de même sexe divers droits légaux, y compris les décisions concernant les soins médicaux et personnels et la gestion des biens, par le biais d'un système de tutelle. Depuis août 2019, des accords de tutelle ont été signés dans le Jiangsu (le premier a été enregistré à Nanjing fin 2017), le Hunan, le Sichuan, le Guangdong, Shanghai, Hubei et Pékin.

#### Israël
En Israël, le mariage est la prérogative des autorités religieuses en fonction de la communauté dont sont membres les époux, pour chacun suivant la communauté religieuse dont il est reconnu comme membre. En pratique, toutes les autorités pouvant célébrer le mariage refusent le mariage homosexuel.
Le 21 novembre 2006, la Cour suprême d'Israël a ordonné au gouvernement de reconnaitre des mariages de couples de même sexe célébrés au Canada. Cette décision ne constitue pas pour autant une reconnaissance par l’État du mariage homosexuel, qui nécessiterait un changement de la législation par la Knesset.
En avril 2008, la reconnaissance officielle de l’adoption à l’étranger d’enfants « non biologiques » par des couples de même sexe est venue élargir les droits des homosexuels, alors que l’adoption était jusque-là réservée aux couples homosexuels dont l’un des membres était parent biologique. Le 16 mars 2009, le gouvernement israélien a adopté une mesure permettant le droit au « congé paternité » pour couple du même sexe, permettant à l’un des deux parents d’accorder du temps au nourrisson.

#### Népal
Au Népal, le mariage homosexuel est autorisé de jure depuis le 28 juin 2023 après une décision de la Cour suprême, mais cette décision juridique reste inappliquée plusieurs mois en raison de l'opposition du Parlement fédéral, qui refuse de légiférer en ce sens. Le 27 avril 2024,  le ministère de l'intérieur népalais émet une directive ordonnant à l'ensemble des officiers d'état civil d'appliquer la décision de la Cour et d'enregistrer temporairement les mariages homosexuels dans des registres séparés.

#### Taïwan

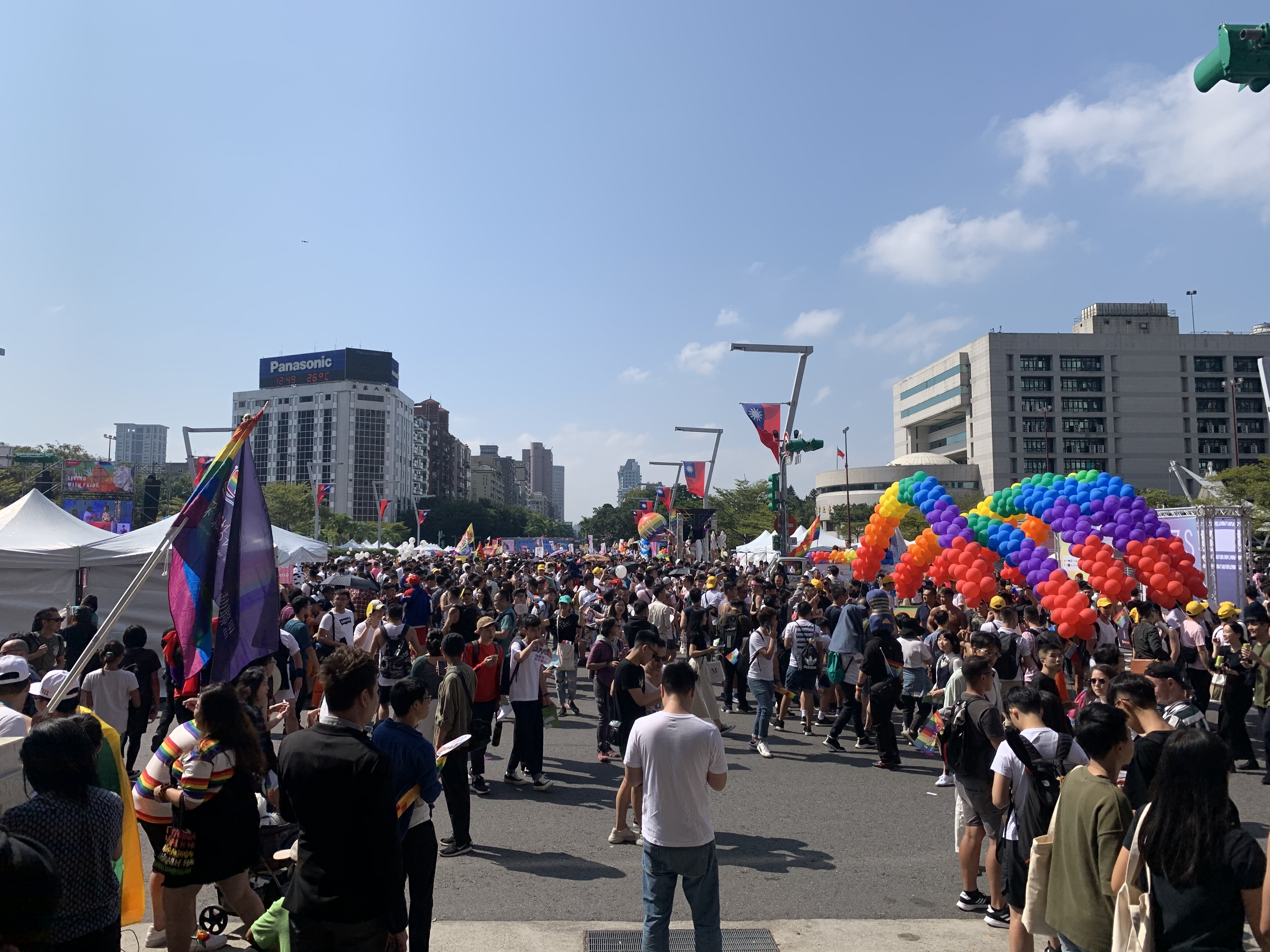
Marche des fiertés devant la mairie de Taipei en 2019, la première fois après la légalisation dans le pays.

En octobre 2016, plusieurs parlementaires taïwanais introduisent un projet de loi portant sur les droits humains ayant pour effet la légalisation des mariages des conjoints de même sexe. La présidente du pays, Tsai Ing-wen, est en faveur du projet.
Le 24 mai 2017, la Cour suprême (en) taïwanaise, juge contraire à la constitution l'impossibilité pour les couples de même sexe de se doter d'une protection légale de même nature que les couples hétérosexuels, et donne deux ans au Yuan législatif pour faire adopter l'extension des droits de ces derniers aux couples homosexuels. Passé ce délai, soit le 24 mai 2019, et en l'absence de nouvelle législation, la légalisation sera de facto effective,.
La décision de la Cour n'explicitant pas la nature de la protection légale qu'elle impose au gouvernement de fournir aux couples homosexuels une union civile dotée des mêmes droits que le mariage serait de nature à s'y conformer sans qu'il soit nécessaire de légaliser le mariage homosexuel dans le pays,,.
Le 24 novembre 2018, la question du mariage pour les couples de même sexe fait l'objet de plusieurs projets de loi d'origine populaire soumis à référendum. La population approuve la création d'une union civile ouverte aux homosexuel, mais rejette l'extension à ces couples du mariage tel que défini dans le Code civil.
En réaction, le gouvernement soumet le 21 février 2019 un projet de loi instaurant un nouveau statut pour les couples homosexuels, sans modification du Code civil. Le projet de loi conférerait aux couples de même sexe la quasi totalité des droits dont disposent les couples de sexes différents, notamment en matière d'héritage et de droit médicaux. Ils ne pourraient cependant pas adopter d'enfants n'ayant pas déjà un lien de parenté avec l'un ou l'autre parent. Le 17 mai, avant la fin du délai fixé par la Cour suprême, le Parlement taïwanais vote le projet de loi le plus favorable au mariage homosexuel parmi les trois proposés,. La loi est signée par la présidente le 22 et entre en vigueur le 24, faisant de Taïwan le premier pays asiatique à ouvrir le mariage aux couples de même sexe. Les premiers mariages commencent aussitôt à être célébrés, 300 couples célébrant leurs unions le jour même, dont la moitié dans la capitale,.

#### Thaïlande
Le 27 mars 2024, les membres la Chambre des représentants votent favorablement en faveur de la légalisation du mariage pour tous,. La loi est adoptée après le vote du Sénat le 18 juin suivant puis signée et promulguée par le roi Rama X.
Le 18 juin 2024, 130 des 250 sénateurs thaïlandais approuvent une loi légalisant le mariage homosexuel. La Thaïlande devient ainsi le premier pays d'Asie du Sud-Est, et le troisième pays d'Asie (après Taïwan et le Népal), à légaliser le mariage pour tous. Les premières unions homosexuelles commencent à être célébrées 120 jours après la promulgation de la loi le 22 septembre 2024 par le roi Maha Vajiralongkorn, soit le 23 janvier 2025,,.

### Europe

Le statut juridique des couples composés de personnes du même sexe en Europe :
Mariage homosexuel reconnu
Union civile homosexuelle reconnue
Concubinage homosexuel reconnu
Reconnaissance limitée du mariage conclu à l’étranger (droit de séjour)
Mariage homosexuel non reconnu
Mariage homosexuel interdit par la constitution

La situation à l’échelle européenne est disparate :
- Vingt-deux pays reconnaissent le mariage homosexuel : les Pays-Bas (depuis 2001), la Belgique (2003), l’Espagne (2005), la Norvège (2008), la Suède (2009), le Portugal (2010), l’Islande (2010), le Danemark (2012), la France (2013), le Royaume-Uni (2014 à 2020, selon les nations), le Luxembourg (2015), l’Irlande (2015), la Finlande (2017), Malte (2017), l’Allemagne (2017), l’Autriche (2019), la Suisse (2022), la Slovénie (2022), l'Andorre (2023), l'Estonie (2024), la Grèce (2024) et le Liechtenstein (2025).
- Neuf pays, sans permettre le mariage homosexuel, autorisent une forme d’union civile (« partenariat enregistré » ou « partenariat civil ») pour les couples homosexuels : la Croatie[c], la Tchéquie (2006), la Hongrie[d], Chypre (2015), l’Italie (2016)[136], Monaco (2019)[137], Saint-Marin (2019), le Monténégro (2020)[138] et la Lettonie (2024)[139].
- Seize pays ne reconnaissent aucune forme d’union légale pour les couples homosexuels (Albanie, Biélorussie, Bosnie-Herzégovine, Bulgarie, Géorgie, Lituanie, Macédoine du Nord, Moldavie, Pologne, Kosovo, Roumanie, Russie, Serbie, Slovaquie, Ukraine et Vatican)[140].
- Existant parmi les deux catégories précédentes, quatorze pays interdisent explicitement le mariage pour les couples de même sexe dans leurs constitutions, définissant le mariage comme union d'un homme et d'une femme (Biélorussie, Bulgarie, Croatie, Géorgie, Hongrie, Lettonie, Lituanie, Moldavie, Monténégro, Pologne, Russie, Serbie, Slovaquie et Ukraine).

À l'exception de l’Andorre, de l'Islande, du Liechtenstein, de la Norvège, du Royaume-Uni et de la Suisse, tous les États européens ayant légalisé le mariage homosexuel sont membres de l’Union européenne. Tous font partie du Conseil de l'Europe.

#### Allemagne
La question suscite le débat en Allemagne. L’Alliance 90 / Les Verts milite pour l’ouverture du mariage aux personnes de même sexe, tandis que les partis conservateurs (CDU, CSU) sont opposés à une assimilation sur le plan juridique entre le mariage et le contrat ouvert aux personnes de même sexe.
En septembre 2015, le Parti social-démocrate (SPD), les Verts et le parti de gauche Die Linke présentent au Bundesrat, le conseil des États fédérés, une proposition de loi pour ouvrir le mariage aux couples de même sexe.
En juin 2017, Angela Merkel, qui était connue pour son opposition au mariage entre deux personnes du même sexe, se dit prête à envisager la légalisation du mariage homosexuel après que les principaux partis de gouvernement ont posé le vote d’un projet de loi en ce sens comme condition d’une future coalition, quelques mois avant les élections législatives de 2017. La chancelière fait alors savoir que sa position a évolué à la suite d'une rencontre avec un couple lesbien.
Le 30 juin 2017, le Bundestag vote à 393 voix contre 226, la légalisation du mariage homosexuel. Angela Merkel vote contre. Le projet est présenté devant le Bundesrat le 7 juillet. Un vote n’est pas nécessaire, aucune opposition n’ayant été soulevée. Les représentants CDU du land de Rhénanie-du-Nord-Westphalie refusent cependant de participer à la séance. La CSU annonce finalement le 6 mars 2018, après examen, ne plus vouloir déposer un recours devant le Tribunal constitutionnel fédéral. Le projet de loi est signé par le président Frank-Walter Steinmeier le 20 juillet et sa publication au journal officiel (Bundesgesetzblatt) suit le 28 juillet. Les premiers mariages sont célébrés le 1er octobre.

#### Andorre
À la suite des élections législatives d'avril 2019, le gouvernement de coalition mené par le parti Démocrates pour Andorre du Chef du gouvernement Antoni Martí annonce son intention de légaliser le mariage homosexuel,,. Présenté le 10 mars 2020, le projet de loi voit son examen reporté à douze reprises dans le contexte de la pandémie de Covid-19. Finalement soumis au Conseil général le 13 avril 2022, le texte est voté le 21 juillet suivant par 18 voix pour, 6 contre et 1 abstention. La loi doit cependant recevoir la signature de l'un ou l'autre des Coprinces : l'évêque d'Urgell Joan-Enric Vives i Sicília ou le président français Emmanuel Macron puis son entrée en vigueur intervenir six mois après cette signature,. Le président français signe la loi le 17 août 2022, entrainant l'application de la légalisation à partir du 17 février 2023. L'Andorre devient ainsi le 34e pays à légaliser le mariage homosexuel.

#### Autriche
En Autriche, il est possible pour les couples homosexuels de signer un partenariat ayant une valeur juridique, y compris pour les couples étrangers, mais ce partenariat est en vigueur uniquement à Vienne. De plus, depuis le 1er janvier 2010, une loi sur le « concubinage officiel » permet aux couples de même sexe de créer un cadre juridique pour leur union, sans toutefois permettre l’adoption d’un enfant par les deux concubins solidairement ou séparément, ni permettre le recours à l’insémination artificielle pour la conception d’un enfant.
Une requête introduite le 5 aout 2004 par deux concubins masculins auprès de la Cour européenne des droits de l'homme, visant à faire condamner l’Autriche pour « violation de l’article 12 » (sur le mariage) de la convention européenne des droits de l'homme, ainsi que pour « violation de l’article 14 » (interdiction de discrimination) combinée avec une « violation de l’article 8 » (droit au respect de la vie privée et familiale), a été rejetée le 24 juin 2010 par la CEDH,,,.
Le 20 novembre 2013, les Verts présentent au Conseil national un projet de loi visant à autoriser le mariage entre personnes du même sexe. La proposition est cependant rejetée le 18 juin 2015.
Le 4 décembre 2017, la Cour constitutionnelle, saisie d'un recours par deux femmes, rend un arrêt dans lequel elle affirme que l'interdiction du mariage homosexuel « viole le principe de l’égalité et de la non-discrimination des personnes sur la base de qualités personnelles telles que l’orientation sexuelle ». Les personnes de même sexe peuvent se marier au plus tard à partir du 1er janvier 2019, sauf si le Parlement anticipe cette possibilité par le vote d'une législation correspondante. Le Parlement n'ayant pas choisi cette voie, les mariages homosexuels deviennent légaux en Autriche le 1er janvier 2019.

#### Belgique
En Belgique, le mariage entre conjoints de même sexe est autorisé depuis le 1er juin 2003 (entrée en vigueur de la loi du 13 février 2003, publiée au Moniteur belge le 28 février 2003).
En outre, depuis le 1er janvier 2015, l’épouse d’une femme qui donne naissance à un enfant bénéficie d’une « présomption de maternité » et est considérée dès la naissance comme la seconde mère de l’enfant,.

#### Danemark
En juin 1989, le Danemark est le premier pays au monde à rendre légal le partenariat enregistré, entré en vigueur le 1er octobre 1989. Le mariage entre personnes de même sexe au Danemark est autorisé depuis le 15 juin 2012. Cette loi s’applique seulement sur le territoire métropolitain du Danemark et, dans un premier temps, ni au Groenland ni dans les îles Féroé. Elle permet également le mariage religieux à l’Église luthérienne d’État.
Le Parlement du Groenland approuve à l’unanimité la légalisation du mariage entre personnes de même sexe, le 26 mai 2015, et la loi y entre en vigueur le 1er avril 2016. Celui des îles Féroé, le Løgting, adopte le mariage entre personnes de même sexe, par 19 voix contre 14, le 29 avril 2016, et cette évolution entre en vigueur le 1er juillet 2017.

#### Espagne
Le 30 juin 1998, le Parlement de la communauté autonome de Catalogne adopte à la quasi-unanimité (100 voix pour et 12 contre) le projet de loi sur les formes de vie commune autres que le mariage qui permet aux couples non mariés, hétérosexuels ou homosexuels, d’avoir un statut aussi proche que possible de celui des couples mariés dans toutes les matières relevant de la compétence de la communauté autonome. En 2004, les gouvernements régionaux de la Catalogne, de la Navarre, du Pays basque et de l’Aragon autorisent l’adoption par les couples homosexuels.
Le Congrès des députés adopte le 30 juin 2005 un projet de loi autorisant le mariage et l’adoption pour les couples de même sexe à l'échelle nationale. La loi entre en vigueur le 3 juillet.

#### Estonie
Le 28 juin 2011, dans une déclaration, le Conseil des Églises chrétiennes d'Estonie (et) (EKN) déclare s’opposer à la légalisation du mariage homosexuel : « L’EKN ne soutient ni l’homosexualité, ni la reconnaissance légale d’unions civiles ou de mariages entre deux personnes du même sexe. La législation en vigueur en Estonie offre à ce genre de concubinage des garanties suffisantes s’il s’exerce sous forme de simple communauté », lit-on dans la lettre adressée par le Conseil au ministre estonien de la Justice, Kristen Michal. Selon l’EKN, des amendements à la loi sur la famille et à d’autres actes juridiques est susceptible de dénaturer la notion même de mariage et de « détruire l’institution de la famille, en tant que communauté reposant sur de solides liens de parenté et la continuité des générations ».
Le Conseil poursuit : « [Il] ne reconnait que le mariage entre un homme et une femme, qui est seul susceptible de garantir la viabilité de l’Estonie et de son peuple ». L’EKN réunit les églises des dix confessions sur le territoire estonien. Épaulées par les ONG européennes, les organisations LGBT d’Estonie appellent le gouvernement à amender la loi sur la famille afin d’offrir le droit de se marier aux couples du même sexe.
Le 9 octobre 2014, le Riigikogu, le Parlement estonien, vote la loi « Acte de cohabitation » ouvrant l’union civile aux homosexuels.
En décembre 2016, un tribunal estonien reconnait un mariage entre deux hommes conclu en Suède. Le tribunal juge que tous les mariages homosexuels conclus à l’étranger doivent être reconnus comme tels en Estonie.
Les négociations sur la formation d'un gouvernement de coalition à la suite des élections législatives estoniennes de 2023 sont marquées par la question de la légalisation du mariage homosexuel, dont Estonie 200 fait une condition tout en la reconnaissant comme négociable. Si la dirigeante du Parti de la réforme (ERE), Kaja Kallas, grande gagnante des élections, s'y déclare favorable, la légalisation fait l'objet de réticences de la part d'une partie des députés de l'ERE élus dans le monde rural, où l'électorat y est plus opposé. La coalition envisage de se contenter de mettre en application la légalisation en 2014 de l'union civile, le parlement n'ayant toujours pas voté de textes d'application. La coalition ERE-SDE-E200 est est finalement formée en avril 2023,,,.
Kaja Kallas fait notamment part de sa volonté de faire de l'augmentation du budget de la défense et de la légalisation du mariage homosexuel les deux premiers grands chantiers de son gouvernement. La légalisation intervient le 20 juin 2023 après un vote en ce sens d'une nouvelle loi par 55 voix pour et 34 contre. La loi prend effet le 1er janvier 2024.

#### Finlande
Le 28 novembre 2014, le Parlement a définitivement adopté par 101 voix pour, 90 contre et 8 abstentions une loi légalisant le mariage des couples de même sexe. La loi est applicable en mars 2017. Le 17 février 2017, le parlement finlandais, sur la pression des partis de droite et notamment des Vrais Finlandais, examine à nouveau le texte de loi en plénière, en rejetant une pétition qui demandait son retrait : le vote est cette fois de 120 voix pour et de 48 contre pour que la loi entre bien en vigueur au 1er mars 2017.

#### France

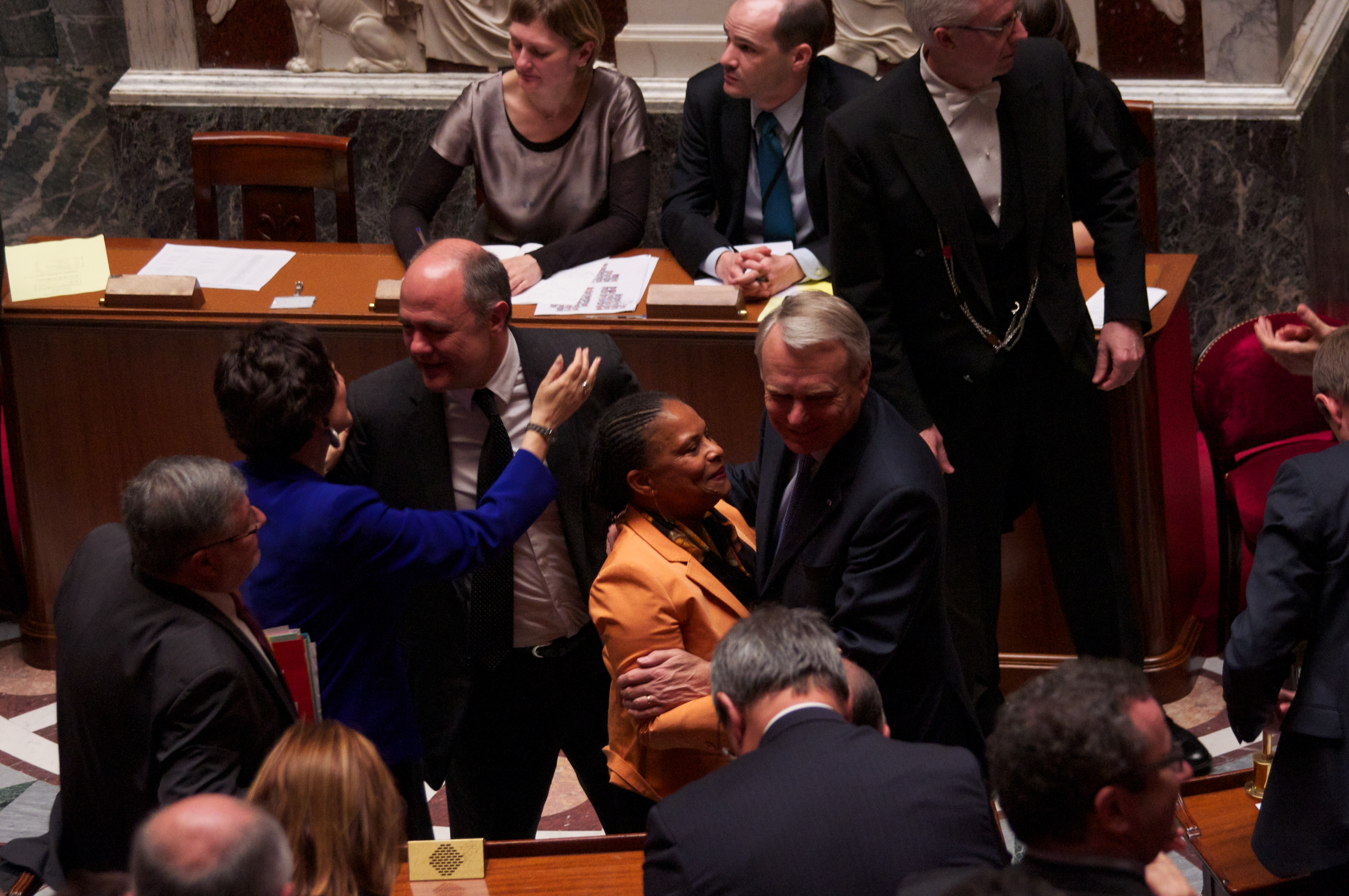
Députés et membres du gouvernement après le vote solennel de l’Assemblée nationale le 23 avril 2013.

En décembre 1999, la France met en place le pacte civil de solidarité (PACS), ouvert aux couples homosexuels, comme hétérosexuels d'ailleurs, mais qui ne permet ni l’adoption par un couple, ni un droit de séjour pour le conjoint étranger, ni une pension de réversion au conjoint survivant. Mais, parce que cette différence de régime juridique et de possibilités donnés entre les couples hétérosexuels et les couples homosexuels fait persister une inégalité de droits en fonction de l’orientation sentimentale et sexuelle, la légalisation du mariage homosexuel est demandée par ses défenseurs.
Le 28 janvier 2011, le Conseil constitutionnel considère à la suite d’une question prioritaire de constitutionnalité que l’interdiction du mariage aux couples de même sexe n’est pas inconstitutionnelle et qu’il revient au législateur de l’autoriser ou pas.
Le 7 novembre 2012, conformément à la promesse de campagne de François Hollande, la garde des sceaux Christiane Taubira présente en Conseil des ministres le projet de loi ouvrant le mariage aux couples de personnes de même sexe. Malgré des manifestations hostiles au projet, le texte est finalement adopté puis promulgué le 17 mai 2013,, rendant ainsi le mariage entre personnes du même sexe légal en France.

#### Grèce
Le 13 mars 2008, l’Union grecque des homosexuels et lesbiennes (OLKE) a annoncé qu’un couple d’hommes et un couple de femmes se marieraient la semaine suivante respectivement à Thessalonique et Athènes. Ce mariage a effectivement été célébré le 3 juin mais à Tilos. D’après l’OLKE, le mariage homosexuel est légal de fait, car la loi de 1982, qui a établi le mariage civil dans le pays, ne mentionne pas le sexe des deux personnes qui s’unissent. L’annonce de l’OLKE est venue quelques jours après la déclaration du gouvernement grec qu’il établirait le contrat d’union civile mais uniquement pour les couples hétérosexuels. Cependant, le tribunal de Rhodes dans le Dodécanèse a annulé les deux mariages le 4 mai 2009, arguant que la loi nationale ne prévoit pas le mariage entre personnes de même sexe. La victoire des socialistes aux législatives d’octobre 2009 n’a pas amené de projet sur le sujet.
En décembre 2015, un projet de loi du gouvernement Tsípras II (SYRIZA-ANEL), ouvrant le pacte de vie commune aux couples de même sexe est approuvé par le Parlement grec,.
Le 15 février 2024, les députés votent en faveur de la légalisation du mariage pour les couples de même sexe par 176 voix contre 76,. Après avoir reçue la signature de la présidente Ekateríni Sakellaropoúlou, la loi entre en vigueur le lendemain à sa publication au journal officiel.

#### Irlande
Le 10 juillet 2012, l’Assemblée irlandaise approuve les recommandations d’une convention constitutionnelle favorables à l’autorisation du mariage entre personnes de même sexe. Le gouvernement décide de soumettre cette proposition de réforme de la Constitution à un référendum populaire qui a lieu le 22 mai 2015. Le « oui » au mariage homosexuel est finalement approuvé par plus de 62 % des votants. 22 ans après la dépénalisation de l’homosexualité dans ce pays, l’Irlande devient le premier pays au monde à autoriser le mariage homosexuel par voie de référendum. Le 23 septembre 2015, le projet de loi sur le mariage (Marriage Bill) est présenté au Parlement par la ministre de la Justice Frances Fitzgerald. Le 30 octobre, le président de la République, Michael D. Higgins, signe le projet de loi.

#### Islande
Le 11 juin 2010, l’Althing, le Parlement islandais, vote l’ouverture du mariage aux couples homosexuels et devient ainsi le septième pays européen dans lequel les personnes de même sexe peuvent se marier au même titre et dans les mêmes conditions que les couples hétérosexuels, avec 49 voix pour et 14 abstentions. La loi est entrée en vigueur le 27 juin, et, le même jour, la Première ministre du pays, Jóhanna Sigurðardóttir, a épousé sa compagne.

#### Italie
Bien que sur la base de dispositions constitutionnelles non discriminatoires, notamment celles de l’article 3, dûment confirmées par la Cour de cassation et la Cour constitutionnelle, qui ont enjoint au Parlement italien de rendre égales les conditions pour les couples de même sexe, il n’existait jusqu’en 2016 aucune disposition légale, après l’échec du projet de loi Di.Co (sorte de PACS) sous le deuxième gouvernement Prodi. Le 9 mai 2013, Josefa Idem, ministre à l’Égalité des chances du gouvernement Letta déclare vouloir accorder rapidement les mêmes droits aux couples de même sexe, à l’exception toutefois de l’adoption, dans un premier temps.
Le 9 avril 2014, le tribunal de Grosseto valide l’union d’un couple d’homosexuels qui s’étaient mariés à New York en 2012. Mais cette décision est annulée en appel le 8 octobre 2014 alors que le ministre de l’Intérieur déclenche une polémique par une circulaire visant à interdire la transcription sur les registres d’état civil des mariages contractés à l’étranger (plusieurs villes importantes comme Rome, Milan, Turin ou Bologne ayant décidé de ne pas appliquer la circulaire). En octobre 2015, le Conseil d'État déclare ces transcriptions comme illégales mais la composition du Conseil, où siègent deux membres ouvertement favorables à La Manif pour tous Italie, suscite la polémique.
Le 21 juillet 2015, dans un arrêt Oliari et autres contre Italie, la Cour européenne des droits de l'homme condamne à l’unanimité l’Italie pour n’avoir pas instauré une union civile entre couples de même sexe, en violation de l’article 8 de la Convention européenne des droits de l'homme (droit au respect de la vie privée et familiale, les familles composées uniquement de couples homosexuels ayant été reconnues par la Cour lors de précédentes décisions). Cette condamnation devient définitive le 21 octobre 2015, le gouvernement italien n’ayant pas fait appel.
Le 15 mars 2013, une proposition de loi d’initiative parlementaire est déposée au Sénat italien visant à établir une union civile entre des partenaires du même sexe. Cette proposition (en italien, « disegno di legge », DDL) est confiée à la sénatrice Monica Cirinnà du Parti démocrate à partir de décembre 2013, mais son examen en commission des lois et son inscription à l’ordre du jour de l’assemblée est retardé une dizaine de fois, notamment en raison de l’opposition et de l’obstruction de la Ligue du Nord et du Nouveau Centre-droit (ce dernier participe au gouvernement). Ce n’est donc que le 2 septembre 2015 qu’un projet de loi légalisant l’union civile pour les couples de même sexe, soutenu et annoncé par Matteo Renzi, est présenté à la commission des lois du Sénat. De renvoi en renvoi, ce n’est qu’après le « Family Day » de janvier 2016 que la discussion en commence au Sénat, en février 2016, après une longue polémique portant notamment sur l’adoption des enfants du partenaire et les inquiétudes sur la GPA (qui ne figure pas dans le projet). Le projet est censé obtenir l’appui non seulement du PD, qui ne détient au Sénat qu’une majorité relative, mais aussi du Mouvement 5 étoiles, ce qui lui donnerait une majorité aisée, même en tenant compte de certains parlementaires minoritaires du PD qui seraient contraires à toute mention sur l’adoption. Mais un amendement visant à rendre inopérants les plus de 5 000 amendements déposés (dans leur grande majorité par la Ligue du Nord) provoque dès le premier jour réservé à l’examen et au vote, un renvoi de la discussion au 23 février 2016. Ce renvoi est imputé au M5S qui refuse au tout dernier moment de voter ce super-amendement dit canguro (kangourou). Matteo Renzi décide alors de soumettre un texte révisé avec un vote de confiance (alors que ce n’est un projet du gouvernement. Sous la pression du Nouveau Centre droit est retirée toute mention à l’adoption des enfants des partenaires ainsi que toute obligation de fidélité (alors que le Code civil italien oblige les époux à cette obligation. Le 25 février 2016, le Sénat accorde la confiance sur ce texte amendé avec 173 voix contre 71. Les 35 sénateurs du M5S sont sortis de l’hémicycle pour ne pas avoir à voter. Il y avait dont 245 sénateurs présents sur 322 et 244 votants, ce qui abaissait le quorum. Pour la première fois, le gouvernement Renzi encaisse le soutien du groupe Alliance libéral-populaire-Autonomies de Denis Verdini (soit 18 voix) mais ces voix ne sont pas décisives. Ont voté contre, dans la majorité gouvernementale, deux sénateurs du PD, Felice Casson et Luigi Manconi, ainsi que ceux d’AP, Aldo Di Biagio, Roberto Formigoni, Giuseppe Marinello et Maurizio Sacconi. Ont voté contre dans l’opposition Conservateurs et réformistes, la Ligue du Nord, Grandes autonomies et libertés et Gauche, écologie et liberté (ces derniers parce que l’adoption avait été enlevée du texte qu’ils soutenaient avec force). Le Premier ministre déclare : « C’est une journée historique : l’amour a gagné ». Le 8 mai, le président du Conseil annonce poser la confiance à la Chambre des députés le 11 mai 2016, afin d’accélérer l’adoption de la loi. Nunzio Galantino, secrétaire général de la Conférence épiscopale italienne considère alors que ce serait « une défaite pour tous ». Avec le vote aisé de la confiance, l’Italie devient le dernier grand État d’Europe occidentale à accorder un statut légal aux couples homosexuels. La loi est adoptée définitivement dans la soirée du 11 mai par 372 voix contre 51, avec 99 abstentions (pour l’essentiel le M5S). La Ligue du Nord demande à ses maires de ne pas appliquer la loi et la droite envisage un référendum abrogatif (partiel).
La Gazzetta ufficiale publie la loi no 76 du 20 mai 2016 qui porte sur la « Regolamentazione delle unioni civili tra persone dello stesso sesso e disciplina delle convivenze ». La loi sur l’union civile entre en vigueur le 5 juin 2016 et les premières unions sont célébrées dès l’été suivant. Le mariage homosexuel demeure interdit, et un sujet sur lequel le retard italien est relevé.

#### Liechtenstein
Au Liechtenstein, la légalisation par le voisin Suisse du mariage homosexuel, par la suite approuvée par référendum en septembre 2021, met le sujet à l'ordre du jour lors des élections législatives de février 2021,. Plus de 80 % des candidats aux législatives se déclarent ainsi favorable à la légalisation, bien que les dirigeants des partis se montrent plus mesurés en le jugeant « pas prioritaire ». Au cours d'une interview, le Prince souverain Hans-Adam II se déclare lui aussi favorable à la légalisation du mariage, mais opposé à celle de l'adoption homoparentale,. Les élections voient la victoire de l'Union patriotique (VU) et du Parti progressiste des citoyens (FBP), qui reconduisent leur coalition centenaire par un accord qui contient notamment un engagement à « améliorer la situation légale des familles non traditionnelles ». Le journal Liechtensteiner Vaterland rapporte qu'il existe alors une « solide majorité » en faveur de la légalisation au Landtag.
Le 29 septembre 2021, un débat au Landtag voit une large majorité des députés s'accorder sur l'idée d'une légalisation, mais seulement après une période de consultation publique. Interrogé sur la question, le prince Alois, qui assure la régence de son père, déclare quant à lui que le mariage homosexuel « n'est pas un problème ». Plus d'un an plus tard, le 21 septembre 2022, 15 des 25 membres du Landtag introduisent une motion chargeant le gouvernement de présenter un projet de loi sur l'« ouverture au mariage pour tous ». Parmi les proposants figurent les dix députés du FBP, deux des dix députés de la VU, et les trois députés de la FL,,. Le 2 novembre 2022, la motion est votée par 23 voix pour et 2 contre,,,,.
Mis à l'ordre du jour lors de la session parlementaire de novembre,, le projet de loi est voté à l'unanimité en première lecture le 8 mars 2024, puis votée en dernière lecture le 16 mai suivant, à la même majorité. La légalisation entre en vigueur le 1er janvier 2025, avec une transformation automatique en mariage des partenariats civils réservés aux couples homosexuels,,,.

#### Lituanie
Les unions de couples homosexuels ne sont pas reconnues par la loi, mais le gouvernement accorde des permis de séjour aux conjoints étrangers de citoyens en couple gay ou lesbien.
Le 17 avril 2025, la Cour constitutionnelle de Lituanie juge inconstitutionnelle la définition d'une union telle que définie par le code civil, car celle ci exclu les couples de même sexe. Cette décision permet aux couples homosexuels de faire reconnaître leur union civile, mais au cas par cas en présentant leur cas devant une cour, en attendant le vote d'une législation. La cour ordonne par ailleurs au parlement de voter une loi en ce sens, ce qui amène le Premier ministre Gintautas Paluckas à déclarer le 24 que le gouvernement va préparer un texte de loi légalisant les unions civiles entre homosexuels.

#### Luxembourg
Le gouvernement issu des élections législatives du 7 juin 2009 avait inscrit à son programme l’ouverture du mariage aux couples de même sexe, une volonté confirmée le 29 juillet suivant par le Premier ministre Jean-Claude Juncker lors de sa déclaration gouvernementale devant la Chambre des députés.
Le 9 juillet 2010, le gouvernement annonce officiellement l’adoption du projet de loi visant à ouvrir le mariage et l’adoption simple aux couples de même sexe. Ce projet de loi est déposé à la Chambre des députés le 10 août suivant et devait être débattu avant la fin de l’année 2010, mais la procédure n’est pas menée à son terme.
Le 8 janvier 2014, le nouveau gouvernement, dirigé par Xavier Bettel, annonce que le texte sera soumis à la Chambre des députés dans les six mois. Le 18 juin 2014, la loi autorisant le mariage entre deux personnes de même sexe, ainsi que l’adoption pour ces couples mariés, est adoptée à 56 voix contre 4. Elle entre en vigueur le 1er janvier 2015, jour où est célébré le premier mariage entre deux hommes à Differdange. Xavier Bettel, qui avait révélé son homosexualité en 2008, se marie avec Gauthier Destenay le 15 mai 2015.

#### Malte
Le 14 avril 2014, le Parlement adopte une loi permettant l’union civile des couples de même sexe et leur droit à l’adoption.
À la suite des élections générales de 2017, le Premier ministre Joseph Muscat du Parti travailliste propose comme premier texte de loi de l’assemblée nouvellement élue une légalisation du mariage homosexuel. Le texte passe en première lecture à la chambre sans obstacle, le seul parti d’opposition représenté au Parlement, Force nationale, étant également favorable au projet de loi. Des critiques sont néanmoins émises par plusieurs responsables politiques et religieux quant à la forme de la légalisation, remplaçant tous les mots désignant les conjoints par des termes au genre neutre.
La loi est votée le 12 juillet suivant à la quasi unanimité, avec 66 voix pour sur 67, un seul élu de Force nationale se prononçant contre « par conscience, et malgré son respect de la séparation de l’Église et de l’État ». Le mariage homosexuel ainsi que l’adoption d’enfants pour les couples de même sexe deviennent autorisés, faisant de Malte le 25e pays dans le monde et le 15e en Europe à légiférer en ce sens.
Les premiers mariages entre personnes de même sexe peuvent ainsi être célébrés à partir du 1er septembre 2017.

#### Norvège
Le 11 juin 2008, le Parlement norvégien a adopté un projet de loi autorisant le mariage homosexuel ainsi que l’adoption d’enfants et la possibilité de bénéficier d’une assistance à la fécondation. Le texte a été adopté par 84 voix contre 41. Les deux seuls partis s’y opposant étaient le Parti populaire chrétien et le Parti du progrès. À la suite de cette décision, la Norvège devient le quatrième pays européen, et le sixième dans le monde, à permettre le mariage aux couples de même sexe.
Le 11 avril 2016, l’Église de Norvège décide, par 88 voix favorables sur 115 participants, d’autoriser le mariage religieux des couples de même sexe.

#### Pays-Bas

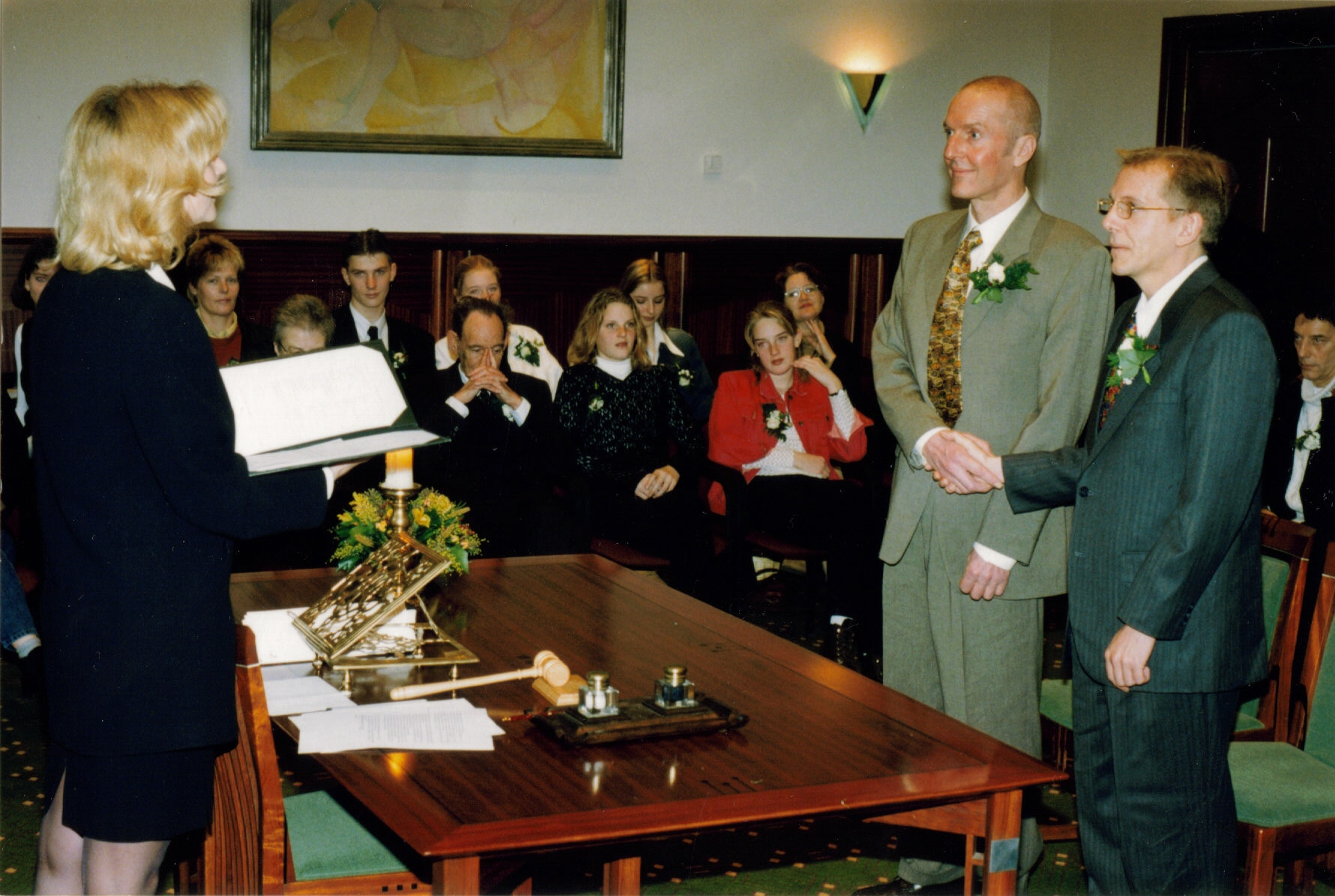
Cérémonie de mariage entre deux hommes aux Pays-Bas, qui ont été le premier pays à reconnaitre l’union maritale pour des personnes de même sexe.

Le mariage homosexuel est autorisé depuis le 1er avril 2001. Les Pays-Bas ont été le premier pays au monde à reconnaitre le mariage homosexuel. Cette législation avait été précédée par la loi du 5 juillet 1997 qui permettait déjà aux couples de personnes de même sexe de régler officiellement leur vie commune.
Dans le droit néerlandais, le mariage exige les mêmes conditions et produit les mêmes effets pour les unions hétérosexuelles et homosexuelles.
Cependant, le mariage homosexuel n’a pas les mêmes effets juridiques à l’égard des enfants du conjoint. En effet, si l’adoption d’enfants de nationalité néerlandaise est également possible, la filiation (reconnaissance de l’un des conjoints comme parent des enfants de l’autre) n’est pas automatique.
Le mariage homosexuel est devenu légal par la voie législative le 10 octobre 2012 aux Pays-Bas caribéens — Bonaire, Saint-Eustache et Saba — puis le 12 juillet 2024 à Aruba et Curaçao sur décision de la Cour suprême,. Seul Saint-Martin ne reconnait pas le mariage entre personnes du même sexe.

#### Portugal
La loi portugaise reconnait depuis 2001 les unions de fait des personnes vivant en couple depuis plus de deux ans, indépendamment de leurs sexes. Le Portugal est de plus actuellement le seul pays d’Europe dont la Constitution interdit explicitement la discrimination sur la base de l’orientation sexuelle.
Un projet de loi légalisant le mariage homosexuel a été élaboré par le gouvernement socialiste le 17 décembre 2009, il est adopté en première lecture par le Parlement le 8 janvier 2010, avec une très faible contestation par les opposants. En mai 2010, la loi définitivement adoptée est promulguée par le président de la République. Le Portugal devient ainsi le sixième pays européen à légaliser le mariage homosexuel.

#### Roumanie
Plusieurs projets de loi ont été déposés en Roumanie afin de reconnaitre un partenariat civil pour les couples, y compris de même sexe, mais aucun n’a été adopté à ce jour.

#### Royaume-Uni
La législation sur le mariage est de la compétence du Parlement du Royaume-Uni pour l’Angleterre et le pays de Galles seulement. Le Parlement écossais et l’Assemblée d'Irlande du Nord sont compétents pour l’Écosse et l’Irlande du Nord respectivement.
Depuis 2004, les couples homosexuels peuvent signer un civil partnership qui leur accorde la grande majorité des droits dont bénéficient les couples mariés ; ils peuvent en particulier adopter des enfants.
Toutefois, les Bermudes adoptent en décembre 2017 une loi rétablissant l’interdiction du mariage homosexuel quelques mois seulement après son autorisation par la Cour suprême. La nouvelle loi ne s’applique pas aux couples qui se sont déjà mariés et elle laisse place pour les couples homosexuels souhaitant s'unir à la possibilité d'un concubinage, qui donne accès à certains droits mais est critiqué par des associations LGBT qui y voient l'instauration d'une sorte de citoyenneté de seconde classe. Cette loi est signée par le gouverneur du territoire le 7 février 2018. Il s'agit du premier territoire à revenir sur le mariage homosexuel. Le 23 novembre 2018, la cour d'appel confirme la décision de la Cour suprême et rétablit le mariage homosexuel sur l'ile. Les Bermudes font appel auprès du Conseil privé, la plus haute cour d'appel du territoire. Ce dernier juge le 15 mars 2022 que l'interdiction du mariage homosexuel n'est pas inconstitutionnelle et la rétablit.

##### Angleterre et pays de Galles
En mars 2012, le gouvernement britannique lance des consultations en vue de la légalisation du mariage pour les personnes de même sexe en Angleterre et au pays de Galles, dans un contexte où l’opinion publique britannique semble y être favorable. Après des débats, un projet de loi autorisant le mariage homosexuel, y compris le mariage religieux sauf au sein de l’Église d'Angleterre, est déposé. La Chambre des communes vote ce projet en seconde lecture le 5 février 2013. Après le vote définitif en troisième lecture, la loi reçoit la sanction royale le 17 juillet suivant. Elle entre en vigueur le 29 mars 2014.

##### Écosse
En décembre 2012 en Écosse, le gouvernement soumet à consultation un pré-projet de loi ouvrant le mariage aux couples de même sexe, y compris les mariages religieux pour les confessions religieuses qui le souhaitent.
En novembre 2013, le projet de loi Marriage and Civil Partnership Bill est adopté en première lecture par le Parlement écossais, à 98 voix contre 15. Le gouvernement prévoit alors, si la loi est adoptée, que les premiers mariages de couples de même sexe pourraient avoir lieu en 2015. Le 4 février 2014, le Parlement adopte la loi par 105 voix contre 18.

##### Irlande du Nord
Le 29 avril 2013, l’Assemblée d'Irlande du Nord rejette, par 53 votes contre 42, une motion visant à autoriser le mariage de personnes de même sexe dans le pays. Déposée par le Sinn Féin, la motion est rejetée notamment par les partis unionistes conservateurs. Dans cette nation traditionnellement religieuse, les églises ont été les principales opposantes au projet d’ouverture du mariage aux couples homosexuels.
L'Assemblée d'Irlande du Nord a en tout voté cinq fois sur le mariage entre personnes de même sexe et, bien qu'il ait été appuyé par une faible majorité à la cinquième tentative, le Parti unioniste démocrate y a toujours opposé son veto. La division sur la question a finalement conduit le Parlement britannique à légaliser directement le mariage homosexuel dans cette nation (en), qui entre en vigueur le 13 janvier 2020.

#### Slovénie
L’union civile est ouverte aux couples de même sexe. Un projet de réforme du Code de la famille autorisant l’ouverture du mariage au couple de même sexe a été en discussion en 2011, mais une version amendée du projet, n’autorisant l’adoption que pour les enfants du conjoint, a été rejetée par référendum.
En décembre 2014, le parti Gauche unie présente un projet pour modifier la définition du mariage contenue dans la loi de 1976 sur les relations familiales et le mariage, afin d’y introduire le mariage entre personnes de même sexe. Le gouvernement donne son accord et le 3 mars 2015, l’Assemblée nationale approuve une loi ouvrant le mariage aux homosexuels, par 51 voix contre 28,. Cependant, les opposants à la loi lancent une pétition qui recueille les 40 000 signatures nécessaires afin que soit organisé un référendum d’initiative populaire sur la question. La Cour suprême valide ensuite la consultation. À l’issue du référendum qui se tient le 20 décembre 2015, avec une faible participation de 35,65 %, le projet est rejeté par 63 % de « non ».
La Slovénie devient le trente-deuxième pays au monde à légaliser le mariage pour tous, après une décision de la cour constitutionnelle slovène jugeant le 9 juillet 2022 que l'interdiction du mariage pour les couples de même sexe est inconstitutionnelle. Le gouvernement slovène annonce dans la foulée qu'un projet de loi sera adopté en conformité avec la décision de la cour constitutionnelle.

#### Suède
Le 1er avril 2009, la Suède a voté une loi autorisant le mariage homosexuel par un vote parlementaire (261 députés pour, 22 contre, 16 abstentions, 50 absents). Elle est entrée en vigueur le 1er mai 2009. Si la Suède n’est pas le premier pays à légaliser le mariage homosexuel, c’est le premier à inclure dans la législation l’interdiction de refus du mariage religieux pour les personnes de même sexe. Les pasteurs ont le droit de refuser individuellement mais l’Église luthérienne (religion majoritaire du pays) a l’obligation de trouver un pasteur pour procéder au mariage homosexuel et le reconnait depuis le 22 octobre 2009.

#### Suisse
Le 4 décembre 2013, le parti des Vert'libéraux annonce le dépôt futur d’un projet de loi ouvrant le mariage aux homosexuels sous forme de contre-projet à une initiative populaire fédérale du Parti démocrate-chrétien (PDC) voulant inscrire le mariage hétérosexuel dans la Constitution tout en souhaitant le traitement égalitaire des couples mariés et pacsés au niveau des impôts. Le 10 décembre 2014, le Conseil national examine l’initiative du PDC. Les Verts proposent d’amender la phrase voulant inscrire le mariage hétérosexuel dans la Constitution par « Aucune forme d’union ne peut être pénalisée par rapport à une autre. » Les Vert'libéraux proposent quant à eux la formulation suivante : « Le mariage et les autres formes d’union régies par la loi ne peuvent pas être pénalisés par rapport à d’autres modes de vie ». Le débat oppose principalement les députés de l’UDC (droite nationale-conservatrice), du PDC et du PBD (conservateurs) rejetant toute homophobie de leur part, aux députés libéraux-radicaux, socialistes, verts et vert'libéraux, certains d’entre eux qualifiant le PDC de parti « rétrograde » tout en plaidant pour plus d’ouverture, pour une société tolérante et ne voulant pas restreindre la définition constitutionnelle du mariage aux seuls hétérosexuels. Après avoir rejeté les deux propositions alternatives des Verts et des Vert’libéraux, le Conseil national approuve le contre-projet élaboré par la Commissions de l’économie et des redevances (CER-N) qui garde l’esprit du texte concernant la fiscalité mais qui ne fait plus référence à la définition du mariage uniquement possible entre un homme et une femme par 102 voix contre 86, recommandant ainsi au peuple de rejeter l’initiative et d’approuver le contre-projet. Le Conseil des États approuve le contre-projet voté par le Conseil national le 4 mars 2015 par 24 voix contre 19 en rejetant de facto l’initiative. Les discussions dans l’hémicycle porte également sur la définition du mariage hétérosexuel pouvant entrainer une discrimination envers les homosexuels bien que l’idée de fond concernant la fiscalité fait consensus. En outre, le 20 février 2015, la Commission des affaires juridiques du Conseil national (CAJ-N) donne suite à l’initiative « Mariage civil pour tous » des Vert'libéraux et déposée le 4 décembre 2013, qui vise à ouvrir les différentes formes d’union régies par la loi à tous les couples, quels que soient le sexe ou l’orientation sexuelle des partenaires, par 12 voix contre 9 et 1 abstention. Par la suite, l’initiative parlementaire a dû être examinée par la Commission des affaires juridiques du Conseil des États (CAJ-E). En mars 2015, le Conseil fédéral rend un rapport gouvernemental à propos du mariage et des nouveaux droits pour les familles. Il ouvre la possibilité d’introduire un partenariat enregistré pour les couples hétérosexuels sur le modèle du PACS français mais également le mariage civil pour les couples homosexuels. La présidente de la Confédération Simonetta Sommaruga, également responsable du DFJP, prend position le 25 avril 2015 devant le Congrès du PS en espérant que les couples homosexuels puissent bientôt se marier.
Entretemps, des votations ont eu lieu afin de ne limiter le mariage qu’aux hétérosexuels. Le 28 février 2016, les Suisses votent contre l’initiative populaire « Pour le couple et la famille - Non à la pénalisation du mariage » lancée par le PDC. Ce dernier souhaitait, entre autres, inscrire dans la constitution «l’union durable et réglementée par la loi d’un homme et d’une femme». L’initiative populaire est refusée de peu par l’ensemble des Suisses à 50,8 %. Il est à noter que la majorité des cantons avait néanmoins voté pour l’initiative. Le « oui » vient surtout des zones catholiques et conservatrices, le « non » est massif dans les zones urbanisées. Le 27 novembre 2016, les Zurichois votent sur l’initiative populaire de l’UDF (parti ultraconservateur) « Protection du mariage ». Elle avait pour projet d’inscrire dans la constitution du canton la définition du mariage comme étant une union entre un homme et une femme. Le texte est rejeté par le Conseil d’État zurichois, la grande partie des partis politiques ainsi que le PDC et le parti évangélique. Le texte n’est soutenu que par l’UDC. L’initiative est rejeté à 80,9 % et par toutes les communes du canton. Deux arrondissements de Zurich refusent le texte à près de 92 %.
La Commission des affaires juridiques du Conseil des États (CAJ-E) chargée du dossier souhaitait un prolongement de deux ans afin d’examiner plus en détail les possibles modifications de l’initiative dans le droit fiscal, des assurances sociales, de l’adoption et de la procréation médicalement assistée. Ce prolongement ne pouvait se faire qu’avec la permission du conseil national. En juin 2017, le National a voté la permission de l’allongement de l’examen de l’initiative pour deux ans avec une majorité de 118 voix contre 71. L’UDC était le principal parti à être contre. Un vote populaire sur le mariage homosexuel n’est pas envisagé avant 2020.
Des sondages datant de 2015, 2016 et 2017 ont montré que la majorité des Suisses serait favorable à ce que l’union civile soit ouverte aux couples homosexuels. Aucun sondage d’opinion officiel sur le sujet n’a montré un avis défavorable de la population suisse. Il est même montré dans certains sondages que la majorité des partisans de l’UDC et du PDC serait favorable à la loi,,,.
En juin 2016, l’adoption de l’enfant du partenaire chez les couples non mariés est légalisée. Par conséquent, une personne peut adopter l’enfant de son conjoint même si le couple est homosexuel. L’entrée en vigueur est fixée au 1er janvier 2018.
Après que le Conseil national a accepté de se donner un délai supplémentaire de deux ans pour légiférer en la matière le 16 juin 2017 à 118:71 voix, ce n'est que le 6 juillet 2018 que la CAJ-N discute plus profondément du sujet. Par 18:1, elle refuse de classer l'initiative des Vert'libéraux sans suite et dans le même temps, elle approuve à 14:11 de légiférer sur le mariage et l’adoption pour tous ainsi que sur la naturalisation facilitée dans le cas d'un mariage entre personne de même sexe. Un projet de loi devra lui être soumis par l'administration fédérale d’ici février 2019 ouvrant également un partenariat enregistré pour les hétérosexuels. Lors de ses travaux, la commission a également décidé, par 16 voix contre 9, de légiférer en la matière et non de modifier la constitution ce qui permettrait au texte de ne devoir obtenir que la majorité du peuple (référendum facultatif) et non la double majorité peuple-canton, dans le cas d'une modification constitutionnelle (référendum obligatoire) si un référendum était déclenché. Enfin, les commissaires ont délibérément exclu les questions de rentes de veuve et de PMA afin de laisser de meilleures chances au texte d'être adopté plus rapidement mais également parce que la question de la PMA relèverait d'une modification de la Constitution. La CAJ-N a toutefois décidé qu'elle entrerait en matière sur le sujet de la PMA et de la question des rentes de veuve via un autre texte législatif.
La Commission des affaires juridiques du Conseil national accepte le projet de loi fin août 2019 et tient donc le Conseil d'organiser un vote de ses parlementaires d'ici au 27 mai 2020. Le vote est retardé à cause de la pandémie de Covid-19, les débats à ce sujet commencent le 3 juin,. La loi est votée par le Conseil national (chambre basse) le 11 juin par 132 voix pour, 52 contre et 13 abstentions, puis envoyée au Conseil des États (chambre haute) qui la valide le 1er décembre. La loi est adoptée lors d'un vote final des deux chambres le 18 décembre,.
Le texte final de la révision est publié dans la Feuille fédérale le 31 décembre 2020. Plus de 61 000 signatures sont récoltées dans le cadre du délai référendaire de 100 jours, la loi est donc soumise à référendum facultatif.
Lors de ce référendum organisé le 26 septembre 2021, le mariage pour tous est approuvé à une large majorité de près des deux tiers des suffrages exprimés, et à l'unanimité des cantons,. Lors d'une conférence de presse du Conseil fédéral organisée dans la soirée du scrutin, son entrée en vigueur probable est annoncée pour le 1er juillet 2022, une décision confirmée le 17 novembre par le Conseil fédéral.
Le 1er juillet 2022, la loi entre effectivement en vigueur, et les premiers mariages sont célébrés le jour même.

### Océanie

Mariage homosexuel reconnu
Mariage homosexuel conclu ailleurs reconnu (aux Samoa américaines)
Mariage homosexuel non reconnu
Activité homosexuelle illégale en principe (mais non réprimée en pratique)
Homosexualité illégale
Mariage homosexuel interdit par la constitution (aux Palaos)

En Océanie, le mariage entre personnes de même sexe est légal en Australie, en Nouvelle-Zélande, dans les collectivités territoriales françaises (Nouvelle-Calédonie, Polynésie française et Wallis-et-Futuna), dans un État américain (Hawaï), dans les territoires non incorporés des États-Unis (Guam et Mariannes du Nord), sur le territoire britannique d'outre-mer des îles Pitcairn ainsi que dans la province chilienne de l'Île de Pâques.

#### Australie
À partir de 2004, une modification du Mariage Act, 1961 interdit explicitement la célébration ou la reconnaissance du mariage d’un couple homosexuel par le gouvernement fédéral australien.
Le 22 octobre 2013, le territoire fédéral de Canberra vote une loi qui rend possibles de tels mariages. La loi est cependant annulée le 12 décembre 2013 par la Haute Cour d'Australie, à la suite d’un recours du gouvernement fédéral. La Haute Cour estime en effet que la législation de ce type de mariage est du ressort du Parlement fédéral. Le mariage d’une vingtaine de couples est ainsi annulé.
Une consultation par voie postale sur la légalisation du mariage homosexuel a lieu du 12 septembre au 7 novembre 2017 en Australie, le résultat, légalement non contraignant, devant être, s’il est positif, suivi d’un vote des députés au parlement australien sans consigne de vote de leurs partis. Le Bureau australien des statistiques publie les résultats, le 15 novembre 2017. 62 % des votants ont répondu positivement à la question : « La loi doit-elle être amendée afin d’autoriser les couples de même sexe à se marier ? ». Un vote des parlementaires entérinant le résultat de cette consultation a lieu le 7 décembre suivant. La loi entre en application le 9 décembre.

#### Guam
Début juin 2015, la Cour de district de Guam, en accord avec la jurisprudence de la Cour d'appel des États-Unis pour le neuvième circuit, statue que le mariage homosexuel est légal à Guam. L’affaire avait été portée par un couple de femmes qui s’étaient vu refuser le droit de se marier. La décision de la cour prend effet le 9 juin. Guam, territoire non incorporé des États-Unis, est le premier territoire d’outre-mer américain à légaliser le mariage pour couples de même sexe, faisant suite à trente-six États des États-Unis ainsi qu’à Washington (district de Columbia). C’est le sixième pays ou territoire en Océanie à le légaliser, après la Nouvelle-Zélande, l’ile Pitcairn (trois semaines plus tôt), et les territoires ou pays sous souveraineté française,.

#### Nouvelle-Zélande
La proposition de loi Marriage Equality Bill ouvrant le mariage aux couples homosexuels a été adoptée en seconde lecture par le parlement le 13 mars 2013, puis en troisième lecture par 77 voix contre 44 le 17 avril. La loi reçoit l’Assentiment royal le 19 avril 2013.
La proposition avait été déposée par la députée travailliste Louisa Wall, et soutenue par le Premier ministre conservateur John Key. Après avoir autorisé les unions civiles en 2005, la Nouvelle-Zélande devient ainsi le premier pays en Océanie à légaliser le mariage pour les couples de même sexe. Au moment de l’adoption de la loi, les sondages d’opinion indiquaient que 70 % de la population y était favorable.
La légalisation du mariage homosexuel ne s’applique pas aux îles Cook et à Niue, territoires de facto indépendants mais en libre association avec la Nouvelle-Zélande. Aux îles Cook, le Premier ministre Henry Puna affirme que la question n’a tout simplement jamais émergé dans le débat politique, et qu’elle n’intéresserait pas les citoyens. Les relations homosexuelles restent interdites, même si elles ne sont pas réprimées en pratique, et les discriminations à l’encontre des personnes homosexuelles (accès au logement, à l’emploi…) ne sont pas illégales.

#### Pitcairn
L’île Pitcairn, territoire britannique d'outre-mer avec une population de seulement quarante-huit habitants, légalise le mariage pour les couples de même sexe le 15 mai 2015. Cette décision fait suite à la légalisation du mariage homosexuel en Angleterre, au pays de Galles et en Écosse en 2014.

## Débats

### Arguments généraux

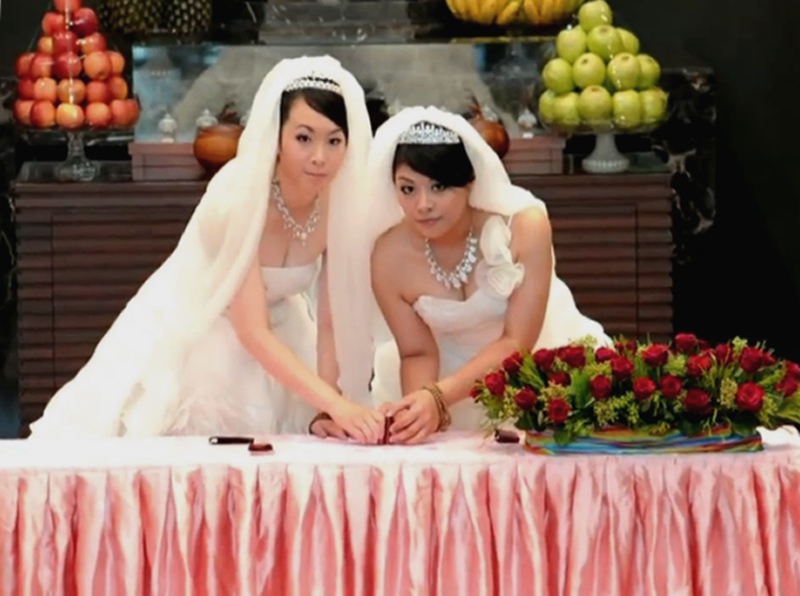
Mariage bouddhiste entre deux femmes à Taïwan.

Le mouvement LGBT+ s’oriente globalement à partir des années 1980 vers une démarche, parfois qualifiée d’intégrationniste, dans laquelle l’appel à la « libération homosexuelle » et la fin de l’« hétéropatriarcat » laisse place à des revendications plus concrètes de reconnaissance des droits civils et de l’égalité devant la loi entre les couples, bien que, selon les opposants, la Déclaration universelle des droits de l'homme ne parle que d’égalité entre individus et que le principe d’égalité exige de ne traiter de la même manière que des situations qui sont équivalentes[réf. nécessaire].
La volonté de couples d’hommes ou de femmes de se marier s’appuie alors sur la valeur d’égalité qui fondent les sociétés démocratiques,,. Elle fait suite à une certaine normalisation de l’homosexualité à la fin du XXe siècle, passant de « la déviance » à des comportements simplement qualifiés de « différents » dans les sociétés démocratiques.
Les opposants au mariage entre personnes du même sexe considèrent eux le mariage homosexuel comme modifiant fondamentalement la nature du mariage et de la famille. Ils contestent la légitimité d’un tel mariage par traditionalisme dans la mesure où le mariage serait une institution ancienne et acceptée qui préexisterait à l’État,.
Pour le cardinal Barbarin, le mariage homosexuel « ouvrirait la voie à la polygamie et à l’inceste ».
L’évolution des revendications du mouvement LGBT+ n’est par ailleurs pas unanime, certains dénonçant le conformisme bourgeois du mariage, l’opposant au caractère « sulfureux » de certains homosexuels,. Certains préfèrent ainsi proposer l’abrogation du mariage, notamment dans sa forme actuelle.

### Religions et mariage religieux
La plupart des doctrines des religions monothéistes condamnent l’homosexualité et ne célèbrent de mariage qu’entre un homme et une femme. De fait, dans le débat public, les autorités religieuses sont souvent parmi les principaux opposants au mariage entre personnes du même sexe. Dans les pays où ce dernier est légal, des exemptions sont généralement créées pour autoriser les autorités religieuses à ne pas célébrer ces mariages.

#### Bouddhisme
En mars 2014, le dalaï-lama a déclaré qu’il n’a aucune objection au mariage homosexuel, estimant que cela relève de la « loi de chaque pays » et que « si deux personnes, un couple, estiment que c’est plus pratique, que cela les satisfait plus et que les deux côtés sont d’accord, alors d’accord ».

#### Christianisme
Les positions des Églises chrétiennes sont conservatrice, libérale, ou modérée. Les églises catholiques et orthodoxes sont opposées. Certaines confessions anglicanes, protestantes et des confessions évangéliques célèbrent les mariages entre personnes de même sexe ,.
En Suède, depuis 2009, l’Église luthérienne reconnait le mariage homosexuel, et le refuser est illégal,.
En France, l’Église protestante unie de France et l'Union des Églises protestantes d'Alsace et de Lorraine se sont prononcées pour la possibilité de bénir des mariages entre personnes de même sexe.
Il y a des confessions chrétiennes évangéliques internationales libérales gay-friendly, comme l'Association des Baptistes Accueillants et Affirmants et diverses associations internationales du mouvement Gay Apostolic Pentecostals qui pratiquent le mariage homosexuel ,,. Certaines confessions évangéliques ont adopté des positions neutres, laissant le choix aux églises locales de décider pour le mariage homosexuel ,.

#### Islam
(juillet 2022).
Pour Mohammed Moussaoui, président du Conseil français du culte musulman (CFCM), « la non-conformité du 'mariage homosexuel' avec les principes de la jurisprudence musulmane fait l’unanimité au sein de toutes les écoles juridiques musulmanes ». Le recteur de la mosquée de Paris Chems-Eddine Hafiz souligne que « comme les autres religions monothéistes, l'islam ne reconnaît le mariage qu'entre les personnes de sexe différent. » En 2013, l'Union des organisations islamiques de France exhorte ainsi les musulmans à rejoindre la « Marche pour tous », la manifestation parisienne contre la réforme du « Mariage pour tous ».
Toutefois, certains imams musulmans ont procédé à des mariages homosexuels, dont Ludovic-Mohamed Zahed qui soutient que « si le Prophète Muhammad était vivant, il marierait des homosexuels ».

#### Nouveaux mouvements religieux
Parmi les nouveaux mouvements religieux, le groupe nouvel-âge Eckankar, la branche bouddhiste Sōka gakkai (depuis 1995), le mouvement raëlien et les quakers britanniques (depuis 2009) ont des ministres du culte procédant au mariage des couples de même sexe, là où ce type d'union est légalement reconnu. En 2017, la Première Présidence de la Communauté du Christ, principale dissidence mormone, a approuvé une pétition de sa branche australienne demandant l'autorisation de célébrer des mariages gays et lesbiens.

### Homoparentalité
Le débat sur la reconnaissance du mariage des couples de même sexe porte également sur la légitimité des couples homosexuels à fonder une famille et à être parents, notamment par l’adoption ou la procréation médicalement assistée. Les opposants au mariage des couples de même sexe considèrent souvent la famille composée d’un homme, d’une femme et d’enfants comme le cadre naturel et le plus (ou le seul) épanouissant pour les enfants.
Ils dénoncent surtout le détournement de l’adoption auquel l’adoption par deux hommes ou par deux femmes aboutit, à travers le fait de priver délibérément un enfant de père ou de mère afin de le rendre adoptable par une deuxième femme ou un deuxième homme. En France, les opposants au mariage et à l’adoption par des personnes de même sexe accusent une marchandisation de l’être humain (recours aux mères porteuses et à l’insémination artificielle de convenance).
Le concept de parentalité sociale (ou parentalité intentionnelle) que suppose la notion de parents de même sexe est critiqué : désigner deux hommes ou deux femmes comme « parents » d’un même enfant exige en effet de modifier en profondeur tout le droit de la filiation, transformant celle-ci en une relation d’éducation fondée non plus sur le seul engendrement biologique de l’enfant mais sur le projet parental de l’adulte. La présomption de paternité et l’action en recherche de paternité, par exemple, sont respectivement réduites à présumer et à rechercher non plus un lien biologique entre l’adulte et l’enfant mais une volonté d’être « parent » (puisqu’il n’y a pas de lien biologique qui puisse être présumé ni recherché entre une femme et l’enfant d’une autre). Le juriste et militant Daniel Borrillo n’hésite d’ailleurs pas à prétexter que « si l’enfant n’est pas souhaité, il n’aura pas des parents aimants ».
À l’inverse, les partisans de la reconnaissance des familles homoparentales établissent le constat que rien ne démontre que les enfants élevés par des couples homosexuels soient moins bien (ou mieux) portants que les autres.
Toutefois, la question du mariage et celle de l’homoparentalité ne sont pas nécessairement liées. D’abord parce que dans de nombreux pays, des familles homoparentales existent indépendamment de la reconnaissance ou pas du mariage. Ensuite parce que les deux revendications, reconnaissance du couple et reconnaissance de la famille, ne sont pas forcément traitées en même temps, par exemple lorsque des propositions de création d’union civile sont faites, donnant aux couples de même sexe des droits équivalents à ceux du mariage sauf en matière de filiation.

### Homophobie
L’homosexualité est interdite dans 69 États.
Dans les débats entourant l’instauration du mariage homosexuel, une partie de ses opposants revendique la défense d’un modèle familial mais récuse l’homophobie. À l’inverse, d’autres estiment que c’est bel et bien la question du regard porté sur l’homosexualité au sens large et les personnes LGBT que posent les manifestations d’opposition,.